# Google Street View
Google Street View é um recurso do Google Maps e do Google Earth que disponibiliza vistas panorâmicas de 360° na horizontal e 290° na vertical; e permite que os usuários (utilizadores) vejam partes de algumas regiões do mundo ao nível do chão/solo. Quando foi lançado, em 25 de maio de 2007, apenas cinco cidades americanas haviam sido incluídas. Desde então, já se expandiu para milhares de localizações em alguns países, como Estados Unidos, França, Austrália, Japão, Portugal e Brasil.
O Google Street View mostra fotos tiradas por uma frota de veículos do modelo Chevrolet Cobalt nos Estados Unidos, Opel Astra na Europa e Austrália, Toyota Prius no Japão e Fiat Stilo/Chevrolet Captiva no Brasil. Em áreas de pedestres, ruas estreitas e outros lugares que não podem ser acessados por carros, são usadas as Google Trike. As imagens podem ser navegadas usando tanto o mouse quanto o teclado. Com esses dispositivos, as fotos podem ser vistas em diferentes tamanhos, a partir de qualquer direção e de diversos ângulos. As linhas que surgem na rua exibida indicam a direção seguida pelo carro com a câmera do Street View.
Em 21 de março de 2023, o Google Street View foi desativado e removido da Google Play Store, porque bem, ao longo dos anos, diversos recursos foram implementados para melhorar a experiência de quem utilizava o serviço da Google, que pode ser acionado facilmente tocando o ícone do recurso dentro do Google Maps e logo o usuário está “circulando” pelas ruas do destino escolhido.

## Locais disponíveis

Países com cobertura total.
Países com cobertura parcial.
Países com cobertura total ou parcial planejada (oficial)
Países com cobertura total ou parcial planejada (não oficial).
Países com vistas somente em museus.
Sem cobertura

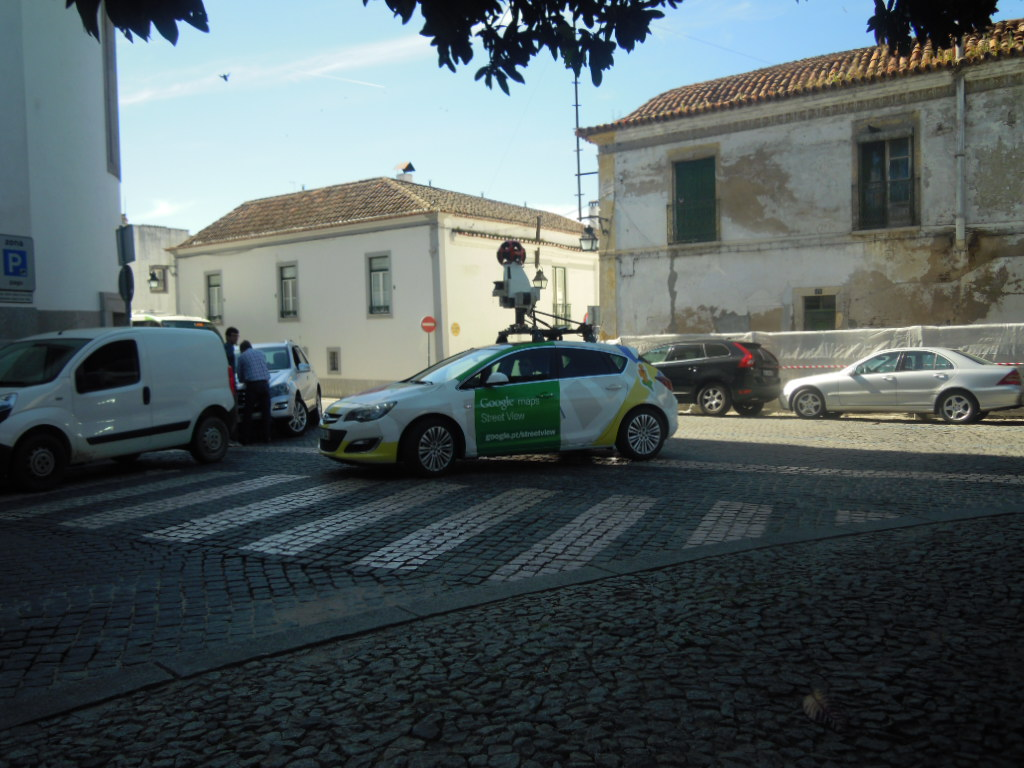
Carro do Street View em Évora, Portugal, em maio de 2014.

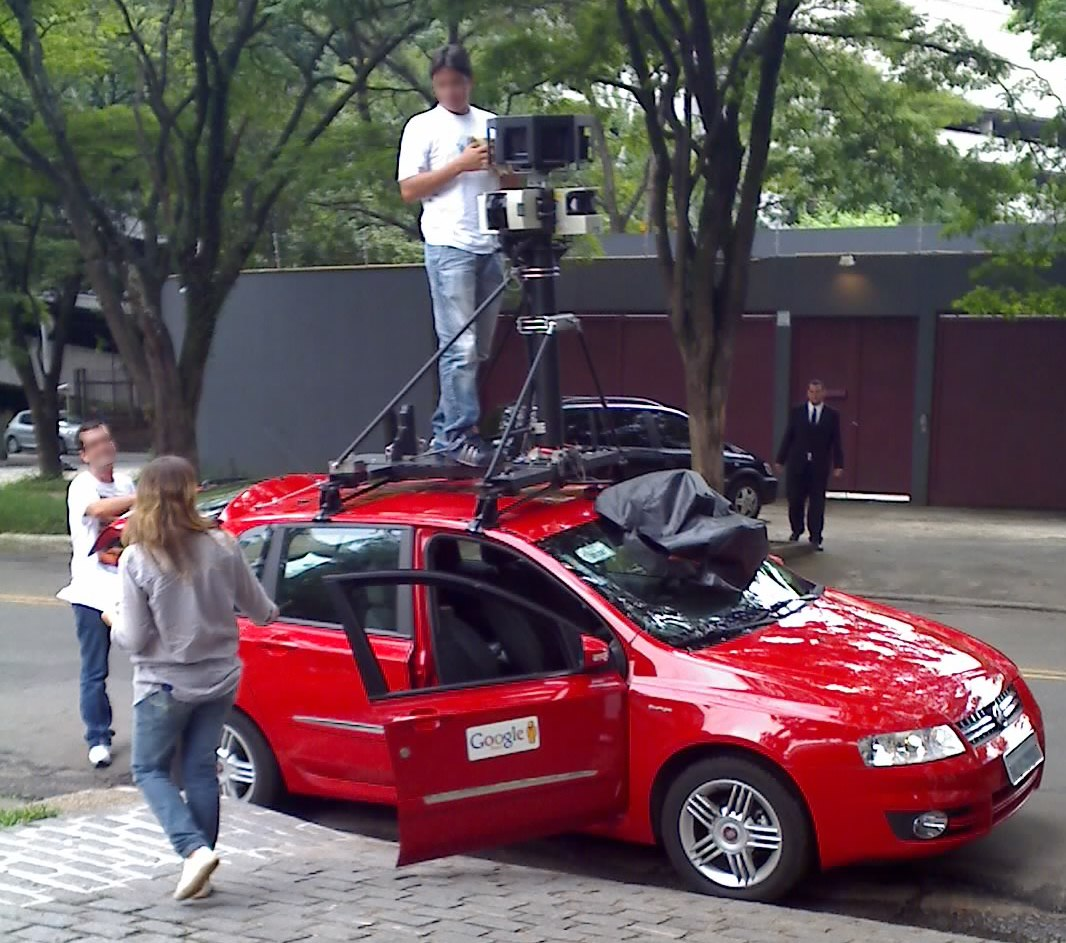
Carro do Street View em São Paulo, Brasil, em março de 2010.

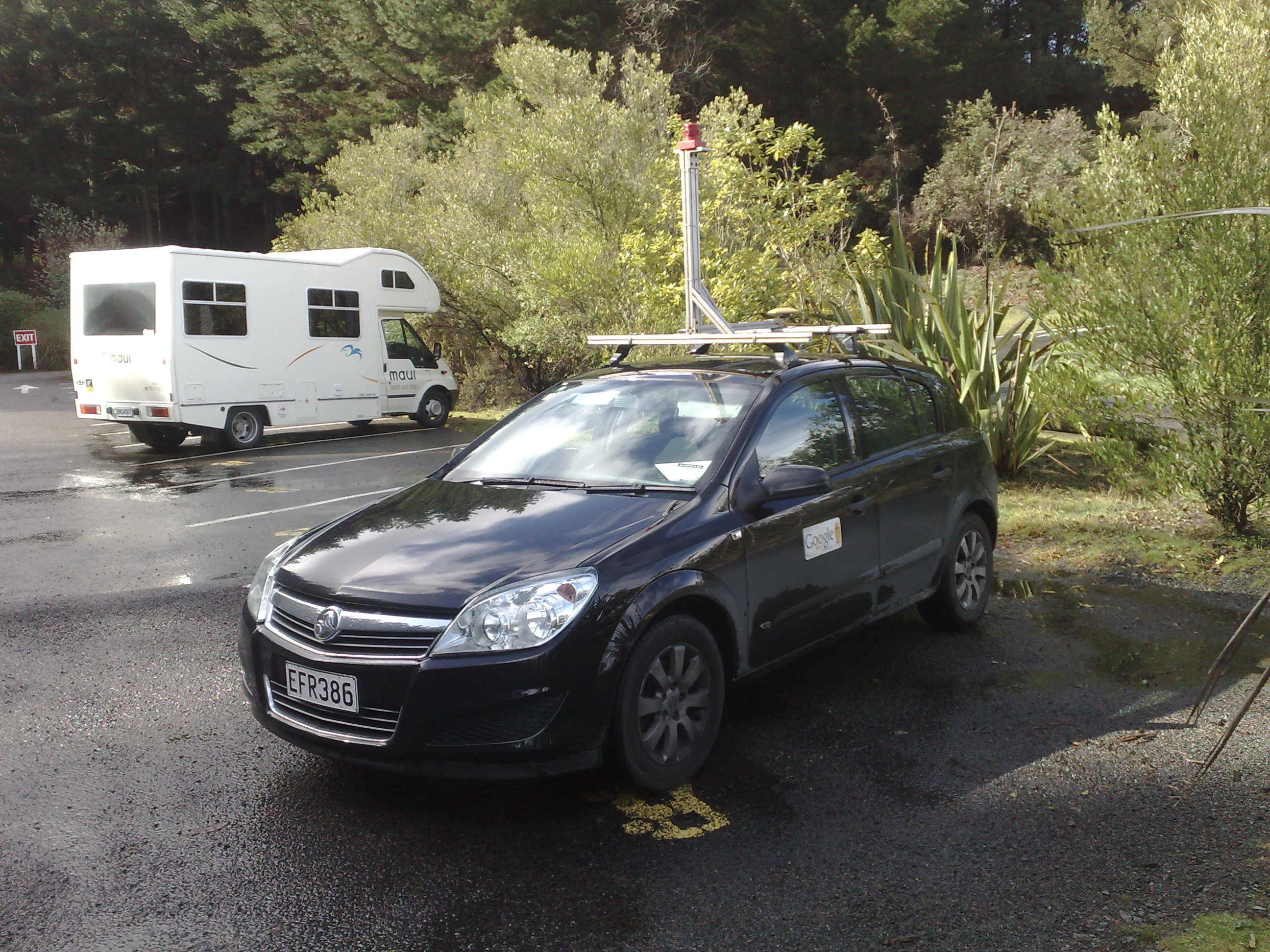
Carro do Street View na Nova Zelândia em agosto de 2008.

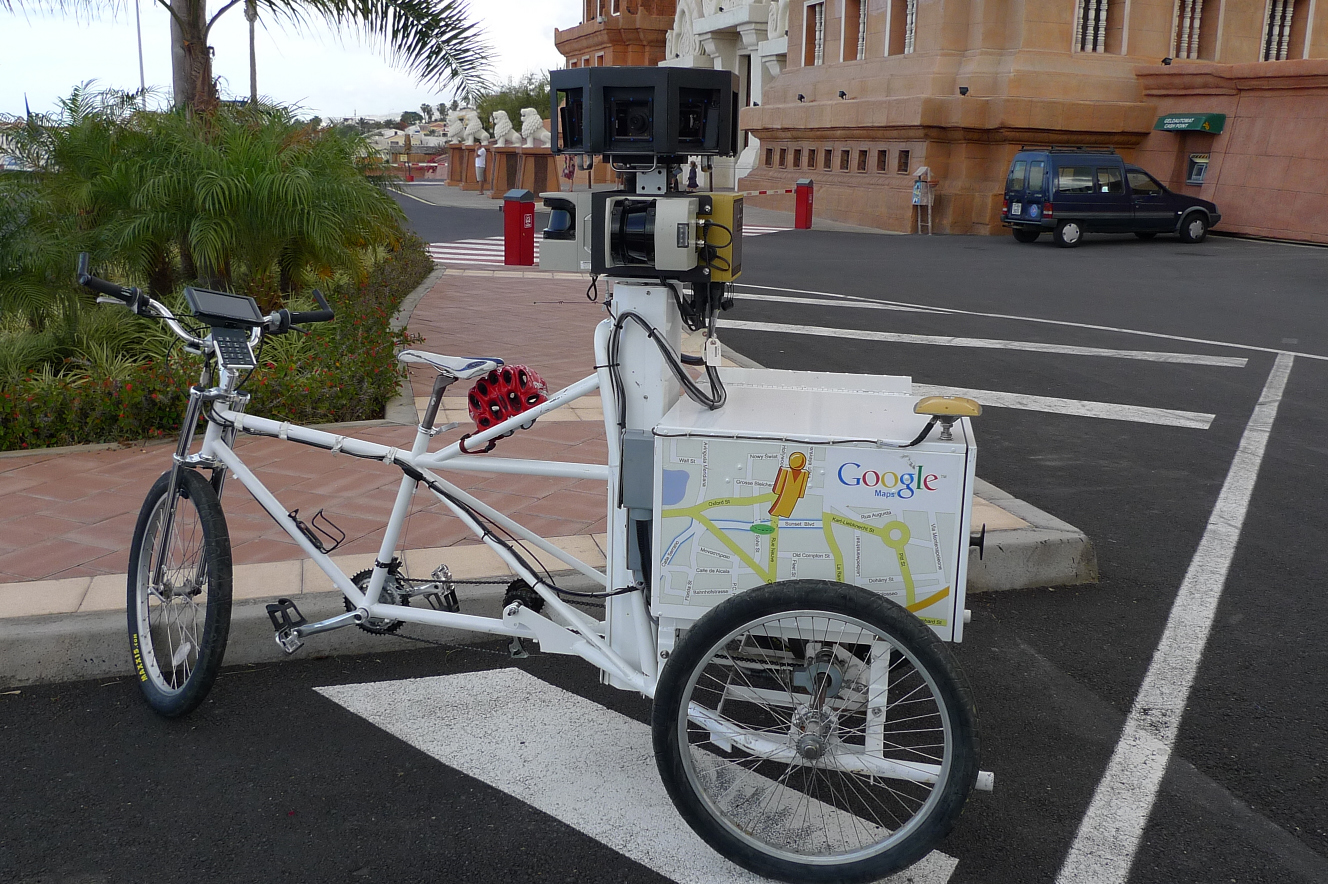
O triciclo, Google Trike, estacionado em Siam Park.

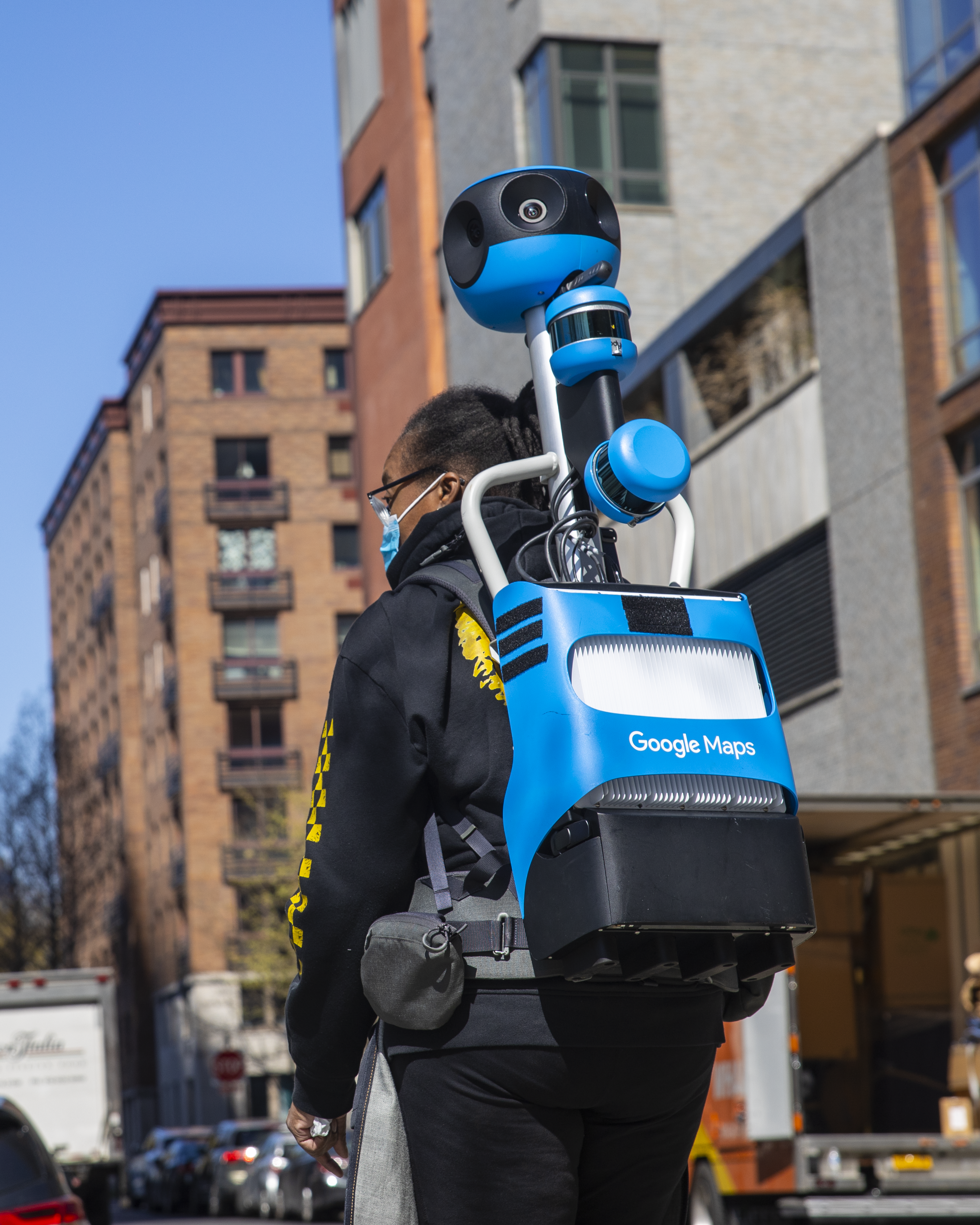
Uma mochila Trekker em Nova York

| Território                                                        | Data de disponibilização |
| ----------------------------------------------------------------- | ------------------------ |
| África do Sul                                                     | 7 de junho de 2010       |
| Albânia                                                           | 10 de novembro de 2016   |
| Alemanha                                                          | 2 de novembro de 2010    |
| Andorra                                                           | 25 de setembro de 2012   |
| Antártida                                                         | 30 de setembro de 2010   |
| Argentina                                                         | 26 de setembro de 2014   |
| Austrália                                                         | 4 de agosto de 2008      |
| Áustria                                                           | 2012                     |
| Bangladesh                                                        | 21 de janeiro de 2015    |
| Bélgica                                                           | 22 de novembro de 2011   |
| Bermudas                                                          | 2015                     |
| Bolívia                                                           | 12 de novembro de 2015   |
| Botswana                                                          | 27 de novembro de 2012   |
| Brasil                                                            | 30 de setembro de 2010   |
| Bulgária                                                          | 6 de março de 2013       |
| Butão                                                             | 23 de outubro de 2014    |
| Camboja                                                           | 20 de agosto de 2014     |
| Canadá                                                            | 7 de outubro de 2008     |
| Catar                                                             | 21 de maio de 2023       |
| Cazaquistão                                                       | 2022                     |
| Chile                                                             | 25 de setembro de 2012   |
| China                                                             | 2013                     |
| Colômbia                                                          | 3 de setembro de 2013    |
| Coreia do Sul                                                     | 24 de janeiro de 2012    |
| Croácia                                                           | 25 de setembro de 2012   |
| Curaçau                                                           | 2018                     |
| Dinamarca                                                         | 21 de janeiro de 2010    |
| Egito                                                             | 2014                     |
| Emirados Árabes Unidos                                            | 8 de dezembro de 2014    |
| Equador                                                           | 12 de novembro de 2015   |
| Eslováquia                                                        | 30 de outubro de 2012    |
| Eslovênia                                                         | 29 de janeiro de 2014    |
| Espanha                                                           | 27 de outubro de 2008    |
| Estados Unidos                                                    | 25 de maio de 2007       |
| Estónia                                                           | 14 de maio de 2012       |
| Filipinas                                                         | 16 de setembro de 2015   |
| Finlândia                                                         | 9 de fevereiro de 2010   |
| França                                                            | 2 de julho de 2008       |
| Gana                                                              | 8 de fevereiro de 2017   |
| Gibraltar                                                         | 14 de dezembro de 2012   |
| Grécia                                                            | 4 de junho de 2014       |
| Gronelândia                                                       | 18 de fevereiro de 2015  |
| Guam                                                              | 2014                     |
| Guatemala                                                         | 2016                     |
| Hong Kong                                                         | 11 de março de 2010      |
| Hungria                                                           | 22 de abril de 2013      |
| Ilha de Man                                                       | 2011                     |
| Ilhas Åland                                                       | 2010                     |
| Ilhas Feroé                                                       | 2017                     |
| Ilhas Menores Distantes dos Estados Unidos (apenas o Atol Midway) | 2012                     |
| Ilhas Geórgia do Sul e Sandwich do Sul                            | 2014                     |
| Ilhas Malvinas                                                    | 2014                     |
| Ilhas Virgens Americanas                                          | 14 de dezembro de 2016   |
| Índia                                                             | 2012                     |
| Indonésia                                                         | 20 de agosto de 2014     |
| Irlanda                                                           | 30 de setembro de 2010   |
| Islândia                                                          | 10 de outubro de 2013    |
| Israel                                                            | 3 de abril de 2012       |
| Itália                                                            | 29 de outubro de 2008    |
| Jersey                                                            | 2011                     |
| Japão                                                             | 4 de agosto de 2008      |
| Jordânia                                                          | 2015                     |
| Laos                                                              | 14 de julho de 2015      |
| Lesoto                                                            | 22 de abril de 2013      |
| Letónia                                                           | 14 de maio de 2012       |
| Líbano                                                            | 2023                     |
| Liechtenstein                                                     | 2024                     |
| Lituânia                                                          | 30 de janeiro de 2013    |
| Luxemburgo                                                        | 23 de outubro de 2014    |
| Malta                                                             | 2016                     |
| Malásia                                                           | 26 de setembro de 2014   |
| Macau                                                             | 11 de março de 2010      |
| Macedônia do Norte                                                | 8 de outubro de 2015     |
| Madagáscar                                                        | 2015                     |
| Marianas Setentrionais                                            | 2014                     |
| Martinica                                                         | 2013                     |
| México                                                            | 9 de novembro de 2009    |
| Mónaco                                                            | 8 de julho de 2011       |
| Mongólia                                                          | 14 de julho de 2015      |
| Montenegro                                                        | 10 de novembro de 2016   |
| Namíbia                                                           | 2023                     |
| Nepal                                                             | 2012                     |
| Noruega                                                           | 9 de fevereiro de 2010   |
| Nova Zelândia                                                     | 1 de dezembro de 2008    |
| Omã                                                               | 2024                     |
| Países Baixos                                                     | 18 de março de 2009      |
| Palestina                                                         | 2012                     |
| Panamá                                                            | 2022                     |
| Paquistão                                                         | 2015                     |
| Peru                                                              | 14 de agosto de 2013     |
| Pitcairn                                                          | 2013                     |
| Polónia                                                           | 21 de fevereiro de 2012  |
| Porto Rico                                                        | 14 de dezembro de 2016   |
| Portugal                                                          | 18 de agosto de 2009     |
| Quênia                                                            | 2015                     |
| Quirguistão                                                       | 5 de maio de 2016        |
| Reino Unido                                                       | 18 de março de 2009      |
| Chéquia                                                           | 7 de outubro de 2009     |
| Reunião                                                           | 25 de fevereiro de 2016  |
| República Dominicana                                              | 2018                     |
| Roménia                                                           | 8 de dezembro de 2010    |
| Ruanda                                                            | 4 de outubro de 2022     |
| Rússia                                                            | 22 de fevereiro de 2012  |
| Samoa Americana                                                   | 2015                     |
| San Marino                                                        | 19 de junho de 2012      |
| São Tomé e Príncipe                                               | 2023                     |
| Senegal                                                           | 8 de fevereiro de 2017   |
| Sérvia                                                            | 23 de julho de 2014      |
| Singapura                                                         | 2 de dezembro de 2009    |
| Sri Lanka                                                         | 21 de março de 2016      |
| Essuatíni                                                         | 25 de setembro de 2013   |
| Suécia                                                            | 21 de janeiro de 2010    |
| Suíça                                                             | 18 de agosto de 2009     |
| Tailândia                                                         | 21 de março de 2012      |
| Taiwan                                                            | 18 de agosto de 2009     |
| Tanzânia                                                          | 2013                     |
| Território Britânico do Oceano Índico                             | 2013                     |
| Turquia                                                           | 22 de outubro de 2015    |
| Tunísia                                                           | 2016                     |
| Ucrânia                                                           | 19 de abril de 2012      |
| Uganda                                                            | 8 de outubro de 2015     |
| Uruguai                                                           | 2 de dezembro de 2015    |

### Portugal
Os veículos da Google com as câmaras fotográficas iniciaram a cobertura fotográfica de Lisboa e Porto em 15 de abril de 2009, colocada online a 18 de agosto do mesmo ano. Braga é a cidade que se segue, fotografada no verão de 2009. Entretanto, estão a ser fotografadas Águeda, Barcelos, Évora, Alverca do Ribatejo, Amadora, Portalegre, Maia, Paredes, Rebordosa, São Salvador de Lordelo, Barreiro, Castelo Branco e Costa da Caparica. As imagens devem ser incluídas no serviço de mapas online no final de 2009.
Inicialmente, o Street View em Portugal só existia na Grande Lisboa, no Grande Porto e em alguns locais de Castelo Branco, de Vilar Formoso e de Nisa, em 2009, 2010, 2011 e 2012. Em 2009 e 2010 fizeram várias queixas contra a Google e a Protecção Nacional de Dados proibiu a Google de fotografar mais lugares em Portugal. Já antes de começar o Street View em Portugal, a Google prometeu que ia desfocar todos os rostos de pessoas e de matrículas de carros que mais pudesse mas só que isso não aconteceu completamente e a Google afirmou que houve algumas falhas de sistema que não conseguiu desfocar algumas imagens. Mas afirmou que os usuários da Google podiam comunicar problemas de imagens que não foram desfocadas à Google e assim o problema resolvia-se.
No dia 7 de março de 2013, o Google disponibilizou o Streetview em todo o país. Nota-se que as imagens são de 2009 e de 2010, sendo ainda nenhuma actualização de imagens a não ser as que estão de 2009 e 2010. Foram disponibilizadas vários distritos bem como Braga, Viana do Castelo, Vila Real, Bragança, Guarda, Viseu, Aveiro, Coimbra, Leiria, Santarém, Castelo Branco, Portalegre, Évora, Beja, Faro, mais sítios em Setúbal, Lisboa, Porto e Castro Daire.

#### Linhas de comboios portugueses
Em novembro de 2015, algumas das linhas de comboio portugueses foram publicadas pelo Google Street View.
Os locais disponíveis são as linhas do Douro, Norte, Oeste, Cascais e Sintra.
Foram recolhidas imagens de cerca de 700 quilómetros de linhas ferroviárias e as filmagens decorreram entre a primavera e o verão de 2015.
O projeto foi realizado ao abrigo do programa "Trekker Loan" da Google.

### Brasil
O projeto do Google Street View Brasil surgiu em 2009, quando o Google Brasil fechou acordo com a FIAT para trazer o serviço de captura de imagens de ruas e avenidas chamado "Street View" para diversas cidades brasileiras.
A montadora Fiat está envolvida nos planos do buscador para adaptar o serviço ao mercado nacional no centro de desenvolvimento do Google em Belo Horizonte, já responsável pela adaptação do Google Maps ao Brasil.
As cidades de Belo Horizonte e São Paulo, onde o Google tem escritórios no Brasil, Rio de Janeiro e Porto Alegre estão confirmadas para receber o serviço, embora uma das fontes admita que "haverá mais cidades atendidas", sem apontar o número preciso.
No dia 3 de julho de 2009, os carros da FIAT, com equipamentos para fotos do Google, começaram a rodar pelas ruas de Belo Horizonte, Rio de Janeiro, São Paulo, e outras, tirando as fotografias.
No dia 30 de setembro de 2010, após mais de um ano, a Google Brasil liberou o serviço Street View em 51 cidades dos estados de São Paulo, Rio de Janeiro e Minas Gerais, incluindo as regiões metropolitanas de São Paulo, Belo Horizonte, Rio de Janeiro e Campinas.
Em outubro de 2010, em um artigo publicado na Revista Brasileira de Atividade Física & Saúde (RBAFS), Valter Silva propõe que o Google Street View pode ser usado para pesquisas científicas.
No dia 21 de junho de 2011 foram divulgadas as imagens dos carros da Google que estão fotografando as regiões do Rio Grande do Sul. Segundo Felix Ximenes, diretor de comunicação do Google Brasil, as imagens já começaram a ser captadas nas maiores cidades gaúchas, mas a ideia é mapear todas as regiões. Porto Alegre e região metropolitana já tem 15 câmeras da Google em suas ruas e posteriormente, os carros também irão percorrer cidades como Caxias do Sul, Santa Maria, Uruguaiana, Bagé, São Borja e Erechim. Segundo ele, as imagens serão publicadas ainda no final de 2011.
Em 22 de agosto de 2011, a Chevrolet Captiva utilizada para a captura das imagens passou a ser vista pelas ruas de Ipatinga, Minas Gerais, e no dia 1º de setembro, em Campo Grande, no Mato Grosso do Sul. De acordo com a assessoria de imprensa da Google o mapeamento da cidade poderá durar duas semanas ou mais.
Em setembro, também começou o mapeamento de cidades de Santa Catarina. Foram avistados carros da empresa em Chapecó, Florianópolis, Tubarão, Joinville, Blumenau e Timbó.
Em 27 de setembro de 2011, foram liberadas as primeiras imagens da região Sul do Brasil, e neste dia o carro do Google Street View passou a circular por Coronel Fabriciano, em Minas Gerais. No momento, cidades em todos os estados brasileiros estão sendo fotografadas.
Em ‎12‎ de ‎janeiro de ‎2011, também começou o mapeamento no interior do estado da Bahia. Foram avistados carros da empresa em Araci, Teofilândia e Serrinha
Em outubro e novembro de 2012, foi avistado o carro do Street View em algumas cidades do Mato Grosso com Sinop, Nova Mutum, Lucas do Rio Verde e Sorriso e outras cidades do interior.
Em junho de 2018, os novos carros do Steet View chegaram ao Brasil trazendo novas tecnologias para o Brasil.

### Índia
Em maio de 2011, o carro do Google Street View começou a filmar as ruas de Bangalore, na Índia, no mês seguinte, a polícia de Bangalore proibiu o carro do Google Street View de filmar as ruas.

### Por local
| Data                                   | Cidades adicionadas |
| -------------------------------------- | --- |
| Sexta-Feira, 25 de maio de 2007        | São Francisco, Las Vegas, Denver, Miami, Nova Iorque, nos Estados Unidos. |
| Terça-Feira, 7 de Agosto de 2007       | Los Angeles, San Diego, Houston, Orlando, nos Estados Unidos. |
| Terça-Feira, 9 de Outubro de 2007      | Portland, Phoenix, Tucson, Chicago, Pittsburgh, Filadélfia, nos Estados Unidos. |
| Segunda-Feira, 10 de Dezembro de 2007  | Dallas, Minneapolis, Indianápolis, Detroit, Providence, Boston, nos Estados Unidos. |
| Terça-Feira, 12 de Fevereiro de 2008   | Juneau, Boise, Salt Lake City, San Antonio, Kansas City, Milwaukee, Raleigh, Albany, Manchester, nos Estados Unidos. |
| Quinta-Feira, 27 de Março de 2008      | Anchorage, Fairbanks, Spokane, Parque Nacional de Yosemite, Albuquerque, Austin, Little Rock, Madison, Nashville, Cleveland, Tampa, Richmond, nos Estados Unidos. |
| Terça-Feira, 10 de Junho de 2008       | Sacramento, Fresno, Cidade de Oklahoma, St. Louis, Jackson, Louisville, Atlanta, Columbus, Jacksonville, Colúmbia, Charlotte, Buffalo, Virginia Beach, Parque Nacional de Yellowstone, nos Estados Unidos. |
| Quarta-Feira, 2 de Julho de 2008       | Rota do Tour de France de 2008: Aigurande, Auray, Le Bourg-d'Oisans, Brest, Brioude, Cérilly, Cholet, Embrun, Étampes, Figeac, Lannemezan, Lavelanet, Nantes, Saint-Malo e mais localidades, na França. Cuneo, na Itália. |
| Segunda-Feira, 4 de Agosto de 2008     | Camberra, Adelaide, Albany, Alice Springs, Brisbane, Broken Hill, Cairns, Geraldton, Hobart, Karratha, Melbourne, Mount Isa, Perth, Rockhampton, Sydney, Tamworth, Wagga Wagga e mais localidades, na Austrália. Tóquio, Chiba, Hakodate, Kobe, Kyoto, Nara, Osaka, Saitama, Sapporo, Sendai, Yokohama, no Japão. Nova Orleães, Baton Rouge e mais localidades, nos Estados Unidos. |
| Terça-Feira, 14 de Outubro de 2008     | Paris, Lyon, Marselha, Nice, Lille, Toulouse, na França. |
| Segunda-Feira, 27 de Outubro de 2008   | Madrid, Barcelona, Sevilha, Valência, na Espanha |
| Quarta-Feira, 29 de Outubro de 2008    | Roma, Florença, Milão, Lago Como (incluindo Bellagio, Bellano, Cernobbio, Como, Lecco, Malgrate, Varenna e mais), na Itália. |
| Terça-Feira, 4 de Novembro de 2008     | Washington, DC, Seattle, Baltimore e mais localidades, nos Estados Unidos. |
| Segunda-Feira, 1 de Dezembro de 2008   | Maior parte da Nova Zelândia. |
| Terça-Feira, 9 de Dezembro de 2008     | Mais localidades nos Estados Unidos Mais localidades na Austrália. |
| Quarta-Feira, 18 de Março de 2009      | Londres, Oxford, Cambridge, Nottingham, Derby, Sheffield, Leeds, Manchester, Bradford, Scunthorpe, Bristol, Norwich, Newcastle upon Tyne, Birmingham, Coventry, Liverpool, Southampton, York, Belfast, Carrickfergus, Larne, Newtownabbey, Cardiff, Swansea, Glamorgan, Glasgow, Edimburgo, Dundee, Aberdeen, Arbroath, Carnoustie, Ellon, Forfar, Fraserburgh, Inverurie, Peterhead, Portlethen, Stonehaven, Westhill e mais localidades, no Reino Unido. Paris (região metropolitana: Versalhes, Orly, Rueil-Malmaison, Nanterre, Saint-Denis, Boulogne-Billancourt, Champigny-sur-Marne), Amiens, Calais, Dunquerque, Lens, Douai, Tourcoing, Villeneuve-d'Ascq, Valenciennes, Le Havre, Ruão, Reims, Châlons-en-Champagne, Caen, Rennes, Nantes, Angers, Troyes, Estrasburgo, Haguenau, Poitiers, Dijon, Clermont-Ferrand, Limoges, Montpellier, Aix-en-Provence, Toulon, Cannes, Antibes, Valença, Romans-sur-Isère, Saint-Étienne, Grenoble, na França. Turim, Novara, Monza, Busto Arsizio, Udine, Génova, Parma, Bolonha, Livorno, Arezzo, Perúgia, L'Aquila, Fiumicino, Caserta, Nápoles, Avellino, Salerno, Bari, Bitonto, Reggio di Calabria, Catânia, Cagliari e mais localidades, na Itália. Madrid (região metropolitana: Las Rozas de Madrid, Alcobendas, Coslada, Fuenlabrada, Móstoles, Getafe, Arganda del Rey), Oviedo, Sabadell, Terrassa, Saragoça e mais localidades, na Espanha. Amesterdão, Amstelveen, Roterdão, Groningen, Spijkenisse, Volendam, Zaanstad, nos Países Baixos. Mais localidades, nos Estados Unidos. |
| Quarta-Feira, 10 de Junho de 2009      | Disneyland Resort Paris, na França. Monterey, Píer de Santa Mônica e Third Street Promenade, nos Estados Unidos. |
| Terça-Feira, 18 de Agosto de 2009      | Berna, Zurique, Basileia, Lausana, Genebra, Neuchâtel, La Chaux-de-Fonds, Bienne, Lyss, Winterthur, Wettingen, Lucerna, Thun, Vevey, Montreux e mais localidades, na Suíça. Lisboa, Loures, Almada, Barreiro, Montijo, Seixal, Porto, Matosinhos, Vila Nova de Gaia e mais localidades, em Portugal. Taipé e arredores, em Taiwan. Aosta, Domodossola, Latina e mais localidades, na Itália. Legoland California, Mazda Raceway Laguna Seca, Universidade Estadual de San Diego, Thunderhill Raceway Park, nos Estados Unidos. |
| Quarta-Feira, 7 de Outubro de 2009     | Praga, Mělník, Brandýs nad Labem-Stará Boleslav, Poděbrady, Říčany, Benešov, Příbram, Beroun, na República Checa. Quebec, Toronto, Brampton, Otava, Hamilton, Montreal, Kitchener, Waterloo, Halifax, Mississauga, Calgary, Banff, Metro Vancouver, Abbotsford, Chilliwack, no Canadá. Asahikawa, Nagoya, Gifu, Nagasaki, Hirado, Sasebo, Tanegashima, Yakushima, Amami Ōshima, Tokunoshima, Okinawa, Ilhas Miyako, Asahiyama Zoo, Sapporo Dome, Maruyama Zoo, Universidade de Hokkaido, Jardim Botânico da Universidade de Hokkaido, Parque Moerenuma, Parque Nakajima, Takino Suzuran Hillside National Government Park, Hitsujigaoka observation hill, Vila Histórica de Hokkaido, Makomanai Indoor Stadium, Skyway Country Club, Huis Ten Bosch, Kōdai-ji, no Japão. Mais localidades, nos Estados Unidos. |
| Segunda-Feira, 9 de Novembro de 2009   | Cidade do México, Azcapotzalco, Álvaro Obregón, Benito Juárez, Coyoacán, Nezahualcóyotl, Guadalajara, Zapopan, Tlaquepaque, Puerto Vallarta Monterrey, Apodaca, San Nicolás de los Garza, San Pedro Garza García, Guadalupe, Bucerías, Cancún, Puebla, Cozumel, Playa del Carmen e mais localidades, no México. Honolulu e maior parte de Oahu, Kahului e Maui, nos Estados Unidos. Málaga, Cadiz, Córdoba, Granada, Jaén, Almería, Huelva, Jerez de la Frontera, Algeciras, El Puerto de Santa María, Marbella, El Ejido, Huesca, Teruel, Calatayud, Oviedo, Gijón, Avilés, Mieres, Palma de Maiorca e sudoeste da ilha, Bilbao, Vitoria-Gasteiz, Ilhas de Gran Canaria e Santa Cruz de Tenerife, Santander, Toledo, Albacete, Ciudad Real, Cuenca, Guadalajara, Puertollano, Valladolid, León, Burgos, Salamanca, Ávila, Segovia, Zamora, Tarragona, Lleida, Girona, Vic, Olot, Figueres, Reus, Badajoz, Mérida, Cáceres, Vigo, Lugo, Ferrol, Santiago de Compostela, Pontevedra, Logroño, San Lorenzo de El Escorial, Aranjuez, Murcia, Cartagena, Lorca, Caravaca de la Cruz, Pamplona, Tudela, Alicante, Castellón de la Plana, Elche, Orihuela, Utiel, Benidorm, Alcoy, La Vall d'Uixó, Vinaròs, Benicasim e mais localidades, na Espanha. Haia, Delft, Utrecht, Nijmegen, Arnhem, Amersfoort, Apeldoorn, Almere, Hilversum, Leiden, Eindhoven, Ede, Haarlem, 's-Hertogenbosch, Tilburg, Breda, Helmond, Bergen op Zoom, Dordrecht, Harderwijk, Leeuwarden, Veendam, Veenendaal, Venlo, Drachten, Sneek, Harlingen, Lelystad, Haarlemmermeer, Waalwijk, Oss e mais localidades, nos Países Baixos. |
| Quarta-Feira, 2 de Dezembro de 2009    | Maior parte de Singapura. Edmonton, Victoria, London, Greater Sudbury, Sherbrooke, Saskatoon, St. John's e Winnipeg, no Canadá. Niigata, Sado, Hiroshima, Okayama, Fukuoka e Kumamoto, no Japão. Ruas de pedestres e pontos turísticos em Olomouc, Ostrava e Český Krumlov, na República Checa. Ruas para pedestres em Enkhuizen (Van Linschotenstraat, Wagenaarstraat e Kooizandweg) e Arcen en Velden, nos Países Baixos. Pontos turísticos: Projeto Éden, Stonehenge, Bamburgh Castle, Warwick Castle, Kew Gardens, Lotus test track e Coronation Street set, no Reino Unido. Tours, Le Mans, Nancy, Metz, Córsega, Belle-Île-en-Mer, Orléans, Bourges, Vierzon, Saint-Nazaire, Châteauroux, Bourg-en-Bresse, Montbrison, Roanne, Colmar, Mulhouse, Besançon, Annemasse, Chambéry, Avinhão, Saint-Tropez, Fréjus, Annecy, Palácio de Versalhes (incluindo Grand Trianon e Petit Trianon) e outras localidades, na França. Pompeia, Battipaglia, Siena, Urbino, San Gimignano, Sestri Levante, Asti, Biella, Vercelli, Benevento, Pontecagnano Faiano, Casertavecchia, Ilha de Ísquia e outras localidades, na Itália. SeaWorld (Orlando, San Antonio e San Diego), Universidade de Boston, Hershey Park e Universal Studios Hollywood, nos Estados Unidos. |
| Quinta-Feira, 21 de Janeiro de 2010    | Estocolmo, Malmo, Lund, Gotemburgo, Öckerö, Halmostádio, Västerås, Eskilstuna, Nicopinga, Upsália, Norrköping, Ionecopinga, Linköping, Örebro, Borås, Växjö, Calmar, Hässleholm, Helsimburgo, Skövde, Kristianstad, Karlskrona, Uma, Pita, Skellefteå, Lula, Kalix, Haparanda, Gotlândia, Fårö, Olândia e outras localidades, na Suécia. Copenhagen, Aarhus, Odense, Aalborg, Randers, Horsens, Skagen, Vejle, Kolding, Roskilde, Aabenraa, Hillerød, Slagelse, Esbjerg, Padborg, Sønderborg, Helsingør, Samsø Island, Ærø, Rømø, Fanø, Læsø e mais localidades, na Dinamarca. Leamington Spa, pontos turísticos como Wicken Fen, Berrington Hall, Baddesley Clinton, Lyme Park, Quarry Bank Mill, Malham Cove, Parque Real de Studley, Lindisfarne Castle, Nymans Garden, Avebury Manor & Garden, Castelo de Corfe, Glendurgan Garden, Angel of the North, Plas Newydd, Inverness, Muir of Ord, Lago Ness, Largs, Mussenden Temple, Downhill House, Mount Stewart e mais localidades, no Reino Unido. Verona, Brescia, Gemona del Friuli, Ravena, Mantova, Cremona, Régia da Emília, Vicenza, Pesaro, Fano, Pescara, Mestre, Ascoli Piceno, Chieti, Sulmona, Pisa, Lucca, Pistoia, Prato, Campobasso, Foggia, Manfredonia, Potenza, Altamura, Matera, Taranto, Brindisi, Ostuni, Crotona, Catanzaro, Lamezia Terme, Lecce, Sassari, Olbia, Nuoro, Alghero, San Pietro Island, Palermo, San Daniele del Friuli, Siracusa, Ragusa, Agrigento, Marsala, Trapani, Prócida, Capri e mais localidades, na Itália. Kaohsiung, Taichung, Hsinchu, Yilan City, Keelung, Hualien City, Pingtung City e mais localidades, em Taiwan. Zoológico de San Diego, Sesame Place, Busch Gardens, Water Country USA, Universidade Estadual da Pensilvânia e Universidade da Pensilvânia, nos Estados Unidos. Sul de Brno e mais localidades, na República Checa. Mais localidades, nos Países Baixos. Mais localidades, em Portugal. Mais localidades, no Japão. |
| Terça-Feira, 9 de Fevereiro de 2010    | Oslo, Fredrikstad, Moss, Sarpsborg, Drammen, Voss, Stavanger, Kristiansand, Bergen e mais localidades, na Noruega. Helsinque, Lahti, Espoo, Vantaa, Tampere, Nokia, Mänttä-Vilppula, Hämeenkyrö, Kankaanpää, Valkeakoski, Akaa, Rauma, Uusikaupunki, Lohja, Raseborg, Orimattila, Huittinen, Vaasa, Joensuu, Turku, Salo, Porvoo, Kokkola, Kuusamo, Loviisa, Forssa, Oulu, Raahe, Seinäjoki, Kauhajoki, Kurikka, Ilmajoki, Iisalmi, Pori, Rovaniemi, Tornio, Kuopio, Jyväskylä, Kotka, Savonlinna, Hämeenlinna, Kouvola, Lappeenranta, Imatra, Lieksa, Kajaani, Mikkeli e mais localidades, na Finlândia. Mariehamn, Kumlinge, Sottunga, Brändö, Eckerö, Finström, Föglö, Geta, Hammarland, Jomala, Kökar, Lemland, Lumparland, Saltvik, Sund, Vårdö e outras localidades, nas Ilhas Åland. Whistler Blackcomb, Yellowknife, Windsor, Sydney, Charlottetown, Prince Albert, Whitehorse, Inuvik, Regina, Chicoutimi, Nanaimo, Courtenay, Powell River, Rouleau, Kelowna, Kamloops, Lethbridge, Lloydminster, Thunder Bay, Timmins, Haines Junction, Amos, Val-d'Or, Trois-Rivières, Woodstock, New Glasgow, Bathurst, Miramichi, Summerside, Collingwood, Ilha Manitoulin, Englehart, Prince George, Barrie, Owen Sound, Clinton, Leamington, Kingston, Amherstburg, Chatham-Kent, Blenheim, Brantford, Cambridge, Guelph, Peterborough, Trenton, Thompson, Grande Prairie, Prince Rupert, Red Deer, Rimbey, Drayton Valley, Whitecourt, Westlock, Camrose, Sainte-Marie, Montmagny, Grand Falls, Moncton, Fredericton, Gander e lugares relacionados aos Jogos Olímpicos de Inverno de 2010 em Vancouver, no Canadá. Kenai, Homer, Valdez, Ketchikan, Petersburg, estrada para Circle, Deadhorse e mais localidades, nos Estados Unidos. Clumber Park e alguns lugares na Irlanda do Norte, no Reino Unido. Maior parte de Tijuana, no México. |
| Quinta-Feira, 11 de Março de 2010      | Andover, Ashford, Barrow-in-Furness, Bath, Bedford, Blackpool, Bognor Regis, Bolton, Bradford, Brighton and Hove, Burnley, Cannock, Canterbury, Carlisle, Chatham, Chester, Chesterfield, Chichester, Clitheroe, Colchester, Crewe, Darlington, Devizes, Doncaster, Dorchester, Dover, Durham, Ellesmere Port, Ely, Evesham, Exeter, Folkestone, Gainsborough, Gloucester, Grange-Over-Sands, Grimsby, Harlow, Hartlepool, Hastings, Hereford, Huddersfield, Huntingdon, Ipswich, Kendal, Kettering, Kidderminster, Kingston upon Hull, Lancaster, Leicester, Lichfield, Lincoln, Loughborough, Luton, Maidstone, Mansfield, Margate, Middlesbrough, Morecambe, Northampton, Oswestry, Penzance, Peterborough, Plymouth, Preston, Ripon, Salford, Salisbury, Scarborough, St Albans, Stamford, Stoke-on-Trent, Sunderland, Swindon, Torquay, Truro, Uttoxeter, Wakefield, Wells, Westminster, Weston-super-Mare, Winchester, Wigan, Winchester, Wolverhampton, Worcester, Workington, Worthing, Yeovil, St David's, Bangor, Newport, Aberaeron, Aberavon, Aberbargoed, Abercarn, Aberdare, Abergavenny, Abergele, Abertillery, Aberystwyth, Amlwch, Ammanford, Bala, Bargoed, Barmouth, Beaumaris, Bethesda, Blaenau Ffestiniog, Blaenavon, Blackwood, Blaina, Brecon, Bridgend, Briton Ferry, Brynmawr, Buckley, Builth Wells, Burry Port, Caernarfon, Caerphilly, Caerwys, Caldicot, Cardigan, Carmarthen, Chepstow, Chirk, Cilgerran, Colwyn Bay, Connah's Quay, Conwy, Corwen, Cowbridge, Criccieth, Crickhowell, Crumlin, Cwmbran, Denbigh, Dolgellau, Ebbw Vale, Ewloe, Fishguard, Flint, Ferndale, Glanamman, Glynneath, Goodwick, Gorseinon, Harlech, Haverfordwest, Hay-on-Wye, Holyhead, Holywell, Kidwelly, Knighton, Lampeter, Laugharne, Llandeilo, Llandovery, Llandrindod Wells, Llandudno, Llandudno Junction, Llandysul, Llanelli, Llanfair Caereinion, Llanfairfechan, Llanfairpwllgwyngyll, Llanfyllin, Llangefni, Llangollen, Llanidloes, Llanrwst, Llantrisant, Llantwit Major, Llanwrtyd Wells, Llanybydder, Loughor, Machynlleth, Maesteg, Menai Bridge, Merthyr Tydfil, Milford Haven, Mold, Monmouth, Montgomery, Mountain Ash, Narberth, Neath, Nefyn, Newbridge, Newcastle Emlyn, Newport (Pembrokeshire), New Quay, Newtown, Neyland, Old Colwyn, Pembroke, Pembroke Dock, Penarth, Pencoed, Penmaenmawr, Pontardawe, Pontypool, Pontypridd, Porth, Porthcawl, Porthmadog, Port Talbot, Prestatyn, Presteigne, Pwllheli, Queensferry, Rhayader, Rhuddlan, Rhyl, Rhymney, Ruthin, Risca, St Asaph, St Clears, Saltney, Shotton, Talgarth, Templeton, Tenby, Tondu, Tonypandy, Towyn, Tredegar, Treharris, Tregaron, Tywyn, Usk, Welshpool, Whitland, Wrexham, Ystradgynlais, Ystrad Mynach, Derry, Omagh, Newry, Antrim, Armagh, Ballycastle, Ballyclare, Ballymena, Ballymoney, Ballynahinch, Banbridge, Bangor, Carryduff, Coalisland, Coleraine, Comber, Cookstown, Craigavon, Donaghadee, Downpatrick, Dromore, Dundonald, Dungannon, Enniskillen, Kilkeel, Larne, Limavady, Lisburn, Lurgan, Magherafelt, Maghera, Newcastle, Newtownards, Portadown, Portrush, Portstewart, Randalstown, Strabane, Warrenpoint, Livingston, Paisley, East Kilbride, Cumbernauld, Hamilton, Kirkcaldy, Ayr, Clydebank, Greenock, Kilmarnock, Perth, Stirling, Coatbridge, Irvine, Dunfermline, Glenrothes, Dumfries, Airdrie, Falkirk, Motherwell, Wishaw, Rutherglen, Cambuslang, Bishopbriggs, Bearsden, Arbroath, Newton Mearns, Musselburgh, Elgin, Bellshill, Dumbarton, Kirkintilloch, Renfrew, Helensburgh, Barrhead, Alloa, Peterhead, Grangemouth, Blantyre, Johnstone, Buckhaven, Port Glasgow, Lanark, Kilwinning, Larkhall, Prestwick, Erskine, Renfrewshire, Bathgate e mais localidades, no Reino Unido. Maastricht, Kerkrade, Geleen, Heerlen, Roermond, Almelo, Enschede, Hengelo, Texel e a maior parte das conexões de rodovias. Nijō Castle, Nishi Honganji, Higashi Honganji, Shōseien, Daikaku-ji, Tōfuku-ji, Kennin-ji, Eikan-dō Zenrin-ji, Universidade Ritsumeikan, Universidade Seika (Quioto), Universidade Otani, Aizuwakamatsu Castle, Yomiuri Land, Fuji-Q Highland, Tsukiji Hongan-ji, Kumamoto Castle, Universidade Rikkyo, Universidade de Kyushu, Universidade de Cumamoto, Fuji Golf Course, Aizu Matsudaira's Royal Garden, Himeji e mais locais no Japão Maior parte de Honguecongue incluindo Victoria Harbour Parte de Macau |
| Quinta-Feira, 15 de Abril de 2010      | Hermosillo, Tijuana, Ensenada, San Luis Río Colorado, La Paz, Nogales, Guaymas, Ciudad Obregón, Ciudad Juárez, Chihuahua, Delicias, Parral, Saltillo, Gómez Palacio, Torreón, Reynosa, Río Bravo, Matamoros, Ciudad Victoria, Altamira, Ciudad Madero, Tampico, Miramar, Culiacán, Mazatlán, Durango, Fresnillo, Zacatecas, Tepic, Aguascalientes, San Luis Potosí, Rioverde, Ciudad Fernández, Ciudad Valles, Tepatitlán, León, San Francisco del Rincón, Silao, Guanajuato, Irapuato, Salamanca, Celaya, Apaseo el Alto, Apaseo el Grande, Salvatierra, San Miguel de Allende, Poza Rica, Querétaro, Acámbaro, San Juan del Río, Tequisquiapan, Pachuca, Xalapa, Veracruz, Colima, Villa de Álvarez, Zamora, Uruapan, Morelia, Toluca, Zumpango, Jaltenco, Tultepec, Tecámac, Ojo de Agua, Coacalco de Berriozábal, San Cristóbal Ecatepec, Teotihuacan, Ciudad Nicolás Romero, Cuautitlán, Buenavista, Texcoco, Chimalhuacán, Chicoloapan de Juárez, Magdalena Contreras, Xochimilco, Xico, Ixtapaluca, Chalco de Díaz Covarrubias, San Martín Texmelucan de Labastida, Tlaxcala, Apizaco, Cuernavaca, Jiutepec, Temixco, Tepoztlán, Tlayacapan, Yecapixtla, Cuautla, Juchitepec, San Juan Bautista Tuxtepec, Amecameca, Ciudad del Carmen, Campeche, Mérida, Ticul, Oxkutzcab, Tulum, Isla Mujeres, Progreso, Chetumal, Zihuatanejo, Acapulco, Tuxtla Gutiérrez, San Cristóbal de las Casas Alton Towers, Legoland Windsor, Chessington World of Adventures, Thorpe Park, Sea Life Centre (Weymouth) |
| Terça-Feira, 8 de Junho de 2010        | Johannesburg, Soweto, Roodepoort, Krugersdorp, Randfontein, Kempton Park, Benoni, Vosloorus, Katlehong, Centurion, Pretória, Bronkhorstspruit, Midrand, Middelburg, Vanderbijlpark, Sasolburg, Heidelberg, Kroonstad, Welkom, Kimberley, Pietermaritzburg, Mbombela, Ermelo, Pinetown, Kingsburgh, Mdantsane, King William's Town, Port Alfred, Grahamstown, Cape Town, Kuils River, Mitchells Plain, Fish Hoek, Somerset West, Durbanville, Kraaifontein, Stellenbosch, Melkbosstrand, Kleinmond, Durban, Port Elizabeth, East London, Bloemfontein, Polokwane, Nelspruit, Rustenburg, Johannesburg Zoo, Apartheid Museum, Boulders Beach, Company's Gardens, Kirstenbosch National Botanical Garden, Walter Sisulu National Botanical Garden, World Cup 2010 Venues |
| Quinta-Feira, 30 de Setembro de 2010   | São Paulo, Rio de Janeiro, Belo Horizonte, Contagem, Betim, Sete Lagoas, Ouro Preto, Tiradentes, Diamantina, São João Del Rei, Congonhas, Campinas, Santos, Guarujá, Praia Grande, Cubatão, Mongaguá, Mariana, Itabirito, Itanhaém, São Vicente, Diadema, Santo André, São Caetano do Sul, Mauá, Jandira, Osasco, Itapevi, Barueri, Carapicuíba, Taboão da Serra, São Bernardo do Campo, Guarulhos, Caieiras, Parte de Jundiaí, Várzea Paulista, Franco da Rocha, Francisco Morato, Ferraz de Vasconcelos, Itaquaquecetuba, Suzano, Mogi das Cruzes, Poá, Arujá, Embu, Cotia, Itapecerica da Serra, São Roque, Ibiúna, Rio Grande da Serra, e outras. Dublin, Cork, Limerick, Galway, Waterford, e maioria das estradas. Hilo e maior parte da Ilha Havai, e algumas atualizações no continente. Half Moon Island, no sul das Ilhas Shetland do Sul |
| Terça-Feira, 2 de novembro de 2010     | Parte de Oberstaufen e marcos como: Bundestag e Siegessäule em Berlim; Königsplatz em Munique; Köhlbrandbrücke em Hamburgo; Theaterplatz em Dresden, Schloss Solitude em Estugarda. Além disso, estádios de futebol foram adicionados: Allianz Arena, Fritz-Walter-Stadion, HSH Nordbank Arena anteriormente chamado Imtech Arena, Millerntor-Stadion, Signal Iduna Park, Veltins Arena, Volkswagen Arena, BayArena, Mage Solar Stadion e RheinEnergieStadion, na Alemanha |
| Quinta-Feira, 18 de novembro de 2010   | Berlim, Bielefeld, Bochum, Bonn, Bremen, Dortmund, Dresden, Duisburg, Düsseldorf, Essen, Frankfurt, Hamburgo, Hanôver, Colônia, Leipzig, Mannheim, Munique, Nuremberg, Estugarda, Wuppertal, na Alemanha |
| Quarta-Feira, 8 de dezembro de 2010    | Bucareste, Popeşti-Leordeni, Voluntari, Afumaţi, Mogoşoaia, Chitila, Pantelimon, Brăneşti, Jilava, Braşov, Poiana Braşov, Săcele, Bran, Râşnov, Prejmer, Ghimbav, Codlea, Zărneşti, Arad, Oradea, Odorheiu Secuiesc, Făgăraş, Victoria, Miercurea Ciuc, Azuga, Buşteni, Sinaia, Predeal, Eforie e mais, na Roménia. Trontêmio, Skien/Porsgrunn, Kristiansand, Tromsø, Tønsberg, Ålesund, Haugesund, Sandefjord, Bodø, Arendal, Hamar, Larvik, Halden, Lillehammer, Harstad, Molde, Kongsberg, Gjøvik, Askøy, Horten, Mo i Rana, Kongsvinger, Kristiansund, Jessheim, Hønefoss, Narvik, Alta, Elverum, Askim, Ski, Drøbak, Nesoddtangen, Steinkjer, Leirvik, Vennesla, Stjørdalshalsen, Grimstad, Mandal, Egersund, Råholt e mais, na Noruega. Bornholm e mais, na Dinamarca. Terschelling e mais áreas rurais, nos Países Baixos Mais localidades, na África do Sul. |
| Quarta-Feira, 1 de fevereiro de 2011   | Diversos museus através do Google Art Project, incluindo: Galeria Tretyakov, Museu Hermitage, na Rússia Alte Nationalgalerie, Gemäldegalerie, na Alemanha Freer Gallery of Art, Coleção Frick, Metropolitan Museum of Art, Museu de Arte Moderna, nos Estados Unidos Museu Nacional Centro de Arte Reina Sofia, Museu Thyssen-Bornemisza, na Espanha Museu Kampa, na República Checa National Gallery (posteriormente removido), Tate Britain, no Reino Unido Palácio de Versalhes, na França Galleria degli Uffizi, na Itália Museu Van Gogh, Rijksmuseum, nos Países Baixos |
| Segunda-Feira, 28 de fevereiro de 2011 | Castelo de Chenonceau, Castelo de Ussé, Castelo de Villandry, Castelo de Amboise na França. Reggia di Caserta, na Itália. National Botanic Gardens, Powerscourt Golf Club, na Irlanda Balboa Park, Pichetti Ranch Winery, Fremont Older Open Space Preserve, Rússian Ridge Open Space Preserve, Rancho San Antonio Open Space Preserve, Lake Cunningham Park, Universidade de San Diego, Worcester Polytechnic Institute, Three Rivers Heritage Trail, nos Estados Unidos. Universidade Tunghai, em Taiwan. |
| Quinta-Feira, 10 de março de 2011      | Parque do Memorial da Paz de Hiroshima, Santuário de Itsukushima, Estádio Municipal de Hiroshima (Estádio Mazda), no Japão. |
| Quinta-Feira, 10 de março de 2011      | Fórum Romano, Coliseu, Palatino, Via Ápia, Termas de Diocleciano, Piazza del Duomo, Giardino di Boboli, Termas de Caracala, Villa d'Este, na Itália. Palácio de Fontainebleau, na França. |
| Quinta-Feira, 12 de maio de 2011       | Street view através do Google Places, incluindo: Gruhn Guitars, Medieval Madness em Renaissance Hall, nos Estados Unidos. Guylian Belgium Chocolate Cafe, na Austrália. Tenkai, Artichaut, no Japão. |
| Quarta-Feira, 1 de junho de 2011       | Mais localidades adicionadas, na França. |
| Quarta-Feira, 29 de junho de 2011      | Maior parte da Ilha de Man Maior parte de Jersey Alexandria, Treviso, Trento, Bolzano, Pisa, Ferrara, Varese, Asti, Ilhas Tremiti e outras localidades, na Itália. Minorca, restante de Maiorca, Lanzarote, Fuerteventura e outras localidades, na Espanha. Ilhas Ogasawara, Sensō-ji, Rio Sumida, vários parques e jardins de Tóquio e outras localidades, no Japão. Östersund, Borlänge, Örnsköldsvik, Sollefteå, Gevália, Sundsvália e outras localidades, na Suécia. Mais localidades na Dinamarca. Mais localidades na Irlanda. Mais localidades nos Países Baixos Mais localidades na Noruega. Mais localidades na Roménia. Mais localidades na África do Sul. Mais localidades em Taiwan. Mais localidades nos Estados Unidos, incluindo imagens de alta resolução para a área da Baía de San Francisco, Los Angeles e San Diego. Mais localidades no Reino Unido. |
| Sexta-Feira, 8 de julho de 2011        | Monte Carlo, Fontvieille, La Condamine, em Mônaco. |
| Quarta-Feira, 27 de julho de 2011      | Atualização com imagens de alta resolução em várias localidades da Austrália. |
| Terça-Feira, 16 de agosto de 2011      | Museu Nacional do Iraque, no Iraque. (atualmente indisponível) |
| Segunda-Feira, 22 de agosto de 2011    | Adição de pontos turísticos, incluindo: Três Castelos, Muralhas e Defesas do Burgo de Bellinzona, a margem do Lago Caumasee, Zermatt ski resort e outras localidades, na Suíça. |
| Quarta-Feira, 28 de setembro de 2011   | Itupeva, Indaiatuba, Cabreúva, Itu, Salto, Sorocaba, Louveira, Vinhedo, Valinhos, Jundiaí, Boituva, Porto Feliz, Cerquilho, Tietê, Laranjal Paulista, Piracicaba, Rio das Pedras, Santa Bárbara d'Oeste, Bragança Paulista, Bom Jesus dos Perdões, Atibaia, Americana, Amparo, Poços de Caldas,Pedralva, Peruíbe, Porto Alegre, Curitiba, Florianópolis, Santa Maria, São José dos Pinhais, Lages, Caxias do Sul, Campo Largo, Joinville, Paranaguá, Santana do Livramento, Lontras, Araucária, Pelotas, Londrina, Rio do Sul, Bagé, Ponta Grossa, Jaraguá do Sul, Rio Pomba, São Lourenço do Sul, São Paulo(Cidade Ademar) e várias outras cidades da Região Sul e Sudeste do Brasil. |
| Quinta-Feira, 27 de outubro de 2011    | Introdução do Google Business View, incluindo locais na França e Nova Zelândia |
| Segunda-Feira, 3 de novembro de 2011   | High Line, Liberty Park, Six Flags Great Adventure, Grant Park, Millennium Park, Lincoln Park Zoo, Northerly Island, Jackson Park, Humboldt Park, Garfield Park, Washington Park, Rochester Institute of Technology, Zoológico de Detroit, Universidade Stanford, nos Estados Unidos. Kensington Gardens, Zoológico de Londres, Longleat Safari Park, Greenwich Park, Green Park, Universidade Greenwich, Richmond Park, Bushy Park, Pleasure Beach, Chain Pier, Paignton Pier, Land's End, Royal Victoria Park, Mount Edgcumbe House, no Reino Unido. Parque Koganei, Space World, Kiyomizu-dera, Ryoan-ji, no Japão. Knuthenborg Safari Park, Legoland Billund, A Pequena Sereia, Jardins de Tivoli, Dyrehavsbakken, Tivoli Friheden, Djurs Sommerland, Kastellet, Zoológico Aalborg, Aalborghus, Store Restrup Herregård, Den Gamle By, Aarhus Aadal Golf Club, Gammel Estrup, Frilandsmuseet, Palácio de Bernstorff, Palácio de Fredensborg, Amaliehaven, Jardim Botânico da Universidade de Copenhague, Palácio de Christiansborg, Universidade IT de Copenhague, Amager Strandpark, Castelo de Egeskov, Fisketorvet, Den Fynske Landsby, Lago Peblinge Copenhagen, Fælledparken, Palácio Eremitage, Østre Anlæg, Churchillparken, na Dinamarca. Casa de Campo, Jardins do Retiro de Madrid, Parque del Oeste e outros parques em Madrid, na Espanha. Keukenhof, Efteling, Archeon, Diergaarde Blijdorp, Apenheul Primate Park, Nederlands Openluchtmuseum, Dutch Water Dreams, nos Países Baixos. Parque Vigeland, na Noruega. Parc Asterix, Futuroscope e Vulcania, na França. Gröna Lund, Skansen, Skånes Djurpark, Nordens Ark, Kolmården Wildlife Park, Slottsskogen, Jardim Botânico de Gotemburgo, Liseberg, na Suécia. Verona, na Itália. Singapore Flyer, em Singapura. |
| Terça-Feira, 22 de novembro de 2011    | Bruxelas, Antuérpia, Gante, Charleroi, Liège, Bruges, Schaerbeek, Namur, Anderlecht, Mons, Molenbeek-Saint-Jean, Mechelen, Ixelles, Aalst, La Louvière, Uccle, Courtrai, Hasselt, Sint-Niklaas, Oostende, Tournai, Genk, Seraing, Roeselare, Verviers, Mouscron, Bobbejaanland, Plopsaland De Panne e várias outras localidades, na Bélgica. |
| Terça-Feira, 13 de dezembro de 2011    | Ibiza, La Palma, Formentera, La Gomera, El Hierro e Portugalete, na Espanha. Hachinohe, Aomori, Morioka, Ofunato, Kamaishi, Miyako, Rikuzentakata, Ishinomaki, Kesennuma, Natori, Higashimatsushima, Onagawa, Minamisanriku, Yamamoto, Soma, Watari e outras localidades atingidas pelo Sismo e tsunami de Tohoku de 2011, no Japão. |
| Terça-Feira, 24 de janeiro de 2012     | Seoul e Busan, na Coreia do Sul. Ilha de Elba, na Itália. |
| Terça-Feira, 14 de fevereiro de 2012   | Algumas cavernas e minas japonesas, incluindo Okubo-mabu e Akiyoshi-do, no Japão. |
| Quarta-Feira, 22 de Fevereiro de 2012  | Moscou, Domodedovo, Podolsk, Khimki, Mitischi, Vidny, São Petersburgo, parte de Cazã e pontos turísticos como: Mosteiro da Trindade-São Sérgio e Serguiev Possad, na Rússia. Ulica Piotrkowska em Łódź, na Polônia. Atualização com imagens de alta resolução em várias localidades da Nova Zelândia. Atualização com imagens de alta resolução em várias localidades dos Estados Unidos. |
| Quarta-Feira, 21 de março de 2012      | Bangkok, Chiang Mai e Phuket na Tailândia. Varsóvia, Cracóvia, Breslávia, Oleśnica, Comuna de Oława, Poznań, Gdańsk, Estetino, Lublin, Gdynia, Białystok, Sopot, Gniezno, Świnoujście e marcos tais como: Castelo de Malbork, Castelo Będzin, Biskupin, Jastarnia, Hel e mais, na Polônia. Partes do Rio Negro e localidades próximas, no Brasil. Parte da Ferrovia Rética, na Suíça. |
| Terça-Feira, 3 de abril de 2012        | Diversos museus através do Google Art Project, incluindo: Museu Nacional (Nova Deli), National Gallery of Modern Art (Nova Deli), na India. Art Gallery of New South Wales, Galeria Nacional da Austrália, na Austrália. Museu de Arte Adachi e Museu Nacional de Tóquio, no Japão. Museu Nacional do Palácio, em Taiwan. Museu de Israel. Museu de Arte Islámica de Doha, em Catar. Kunsthistorisches Museum, na Áustria. Palácio de Fontainebleau, Musée de l'Orangerie, Museu do Quai Branly e Museu de Orsay, na França. Museu da Acrópole de Atenas, na Grécia. Altes Museum e Museu Pergamon, na Alemanha. Museus Capitolinos, na Itália. Palácio Real de Amesterdão, nos Países Baixos. Museu Pushkin e Museu Russo, na Rússia. Museu Nacional de Arte da Catalunha, Palácio de Cristal del Retiro, Palacio de Velázquez, na Espanha. Tate Modern, no Reino Unido. Art Institute of Chicago, J. Paul Getty Museum, National Portrait Gallery, Cloisters, Casa Branca, nos Estados Unidos. Museu Nacional de Antropologia, no México. Museu de Arte de São Paulo e Pinacoteca do Estado de São Paulo, no Brasil. |
| Quinta-Feira, 19 de abril de 2012      | Jerusalém, Telavive, Haifa e pontos turísticos como: Zoológico bíblico de Jerusalém, Centro zoológico de Telavive-Ramat Gan, Mini Israel, Universidade Ben-Gurion do Negev, Kafr Kanna, Kibbutz Merhavia e Nahsholim, em Israel. . Quieve, Donetsk, Lviv, Carcóvia e Odesa, na Ucrânia. |
| Segunda-Feira, 14 de maio de 2012      | Tallinn, Tartu, Narva, Pärnu, Viljandi, Jõhvi, Abja-Paluoja, Antsla, Elva, Haapsalu, Jõgeva, Kallaste, Kärdla, Karksi-Nuia, Kehra, Keila, Kilingi-Nõmme, Kiviõli, Kohtla-Järve, Kunda, Kuressaare, Lihula, Loksa, Maardu, Mõisaküla, Mustvee, Narva-Jõesuu, Otepää, Paide, Paldiski, Põltsamaa, Põlva, Püssi, Rakvere, Räpina, Rapla, Saue, Sillamäe, Sindi, Suure-Jaani, Tamsalu, Tapa, Tõrva, Türi, Valga, Võhma, Võru e mais áreas, na Estônia. Riga, Daugavpils, Bauska, Cēsis, Dobele, Jēkabpils, Krāslava, Jelgava, Jūrmala, Kuldīga, Liepāja, Ogre, Olaine, Rezekne, Salaspils, Saldus, Sigulda, Talsi, Tukums, Valmiera, Ventspils, na Letônia. Estádios do Campeonato Europeu de Futebol de 2012 |
| Sexta-Feira, 25 de maio de 2012        | Indianapolis Motor Speedway, nos Estados Unidos. |
| Terça-Feira, 19 de junho de 2012       | San Marino, Borgo Maggiore, Chiesanuova, Domagnano, Faetano, Fiorentino, Montegiardino e Serravalle, em San Marino. Ostrava, Plzeň, Liberec, Olomouc, Ústí nad Labem, Hradec Králové, České Budějovice, Pardubice, Havířov, Zlín, Kladno, Most, Karviná, Frýdek-Místek, Opava, Karlovy Vary, Teplice, Děčín, Jihlava, Chomutov, Přerov, Mladá Boleslav, Sedlec Ossuary, Terezín, Lidice, Ležáky, Fortress Josefov e várias outras localidades, na República Checa. Ilhas Havaianas Molokai, Lanai e Kauai, e atualizações em Oahu, Maui e Havai incluindo, por exemplo, o Parque Nacional dos Vulcões do Havaí, nos Estados Unidos. |
| Quinta-Feira, 12 de julho de 2012      | Parques nacionais da Califórnia, nos Estados Unidos. |
| Terça-Feira, 17 de julho de 2012       | Pontos importantes como Ceremonial South Pole, Cape Royds e Discovery Hut, na Antártica. |
| Sexta-Feira, 27 de julho de 2012       | Olympic Park, Olympia Exhibition Hall, ExCeL London, Arena O2, Earls Court Exhibition Centre, Estação Liverpool Lime Street, Estação Manchester Piccadilly, Estação Leeds, Glasgow Central station, Estação Edinburgh Waverley, Circuito de Silverstone, Downing Street e mais, no Reino Unido. |
| Quinta-Feira, 2 de agosto de 2012      | Centro Espacial John F. Kennedy, nos Estados Unidos. |
| Segunda-Feira, 13 de Agosto de 2012    | Mais cidades nas Regiões Sudeste e Sul, como: Ribeirão Preto, Governador Valadares, Porto Alegre, Maringá, Uberlândia, Montes Claros, Vila Velha, Vitória, Serra, Foz do Iguaçu, Teresópolis e outras dezenas. Estreou nas regiões que faltavam, no Nordeste: São Luís, Imperatriz, Timon, Teresina, Fortaleza, Natal, João Pessoa, Recife, Maceió, Salvador, Campina Grande, Mossoró, Juazeiro do Norte, Vitória da Conquista entre outras dezenas de outras cidades no interior. Na Região Centro-Oeste, Goiânia, Brasília, Cuiabá, Campo Grande, e dezenas no interior. Na Região Norte, existem pequenos trechos no Rio Negro, Amazonas, e no Pará, trechos de rodovias, e das cidades de Marabá e São Geraldo do Araguaia. Atualização com imagens de alta resolução em partes da Luisiana e Carolina do Sul, nos Estados Unidos. Sítios arqueológicos mesoamericanos incluindo: Teotihuacan, Tulum, Chichén Itzá, Ek' Balam, Kohunlich, Dzibanche, Palenque, Dzibilchaltun, Plazuelas, Peralta, Bonampak, Becan e outras, no México. |
| Quarta-Feira, 5 de setembro de 2012    | Vários campos universitários ao redor do mundo. |
| Quarta-Feira, 12 de setembro de 2012   | Agência Japonesa de Exploração Aeroespacial, Miraikan, Centro Espacial de Tanegashima, Centro Espacial Tsukuba, Campus Sagamihara, Centro Aeroespacial Chofu, Earth Observation Center, Usuda Deep Space Center e Centro Espacial Uchinoura, no Japão. |
| Terça-Feira, 25 de setembro de 2012    | Grande Santiago (incluindo ski resorts), Grande Valparaíso (incluindo Limache) e Grande Concepción, no Chile. Zagreb, Pula, Split, Zadar, Dubrovnik, Rijeka, Osijek, Šibenik, Varaždin, Karlovac, Krk, Bjelovar, Slavonski Brod, Đakovo, Virovitica e outras localidades, na Croácia. Andorra-a-Velha, Canillo, Encamp, Escaldes-Engordany, La Massana, Ordino, Sant Julià de Lòria e outras localidades, em Andorra. Imagens subaquáticas nas Filipinas, no Havaí e na Grande Barreira de Coral, Austrália. |
| Quarta-Feira, 10 de outubro de 2012    | Mais pontos turísticos, na Rússia. Mais localidades em: Canadá Dinamarca Itália Macau Noruega Singapura Suécia Taiwan Tailândia Reino Unido Estados Unidos |
| Quarta-Feira, 17 de outubro de 2012    | Google Modular Data Center em Lenoir (Carolina do Norte). |
| Terça-Feira, 30 de outubro de 2012     | Bratislava, Košice, Prešov, Žilina, Nitra, Banská Bystrica, Trnava, Martin, Trenčín, Poprad, Prievidza, Zvolen, Považská Bystrica, Nové Zámky, Michalovce, Spišská Nová Ves e mais, na Eslováquia. |
| Quarta-Feira, 28 de novembro de 2012   | Gaborone, Francistown, Maun, Palapye, Ramotswa, Letlhakane e outras localidades, na Botswana. Svalbard, na Noruega Cambridge Bay e outras localidades, no Canadá. Estações de Esqui, incluindo Sölden e Ischgl, na Áustria. Estações de Esqui, nos estados de Utah e Michigan, nos Estados Unidos. Estações de Esqui, na Itália. Estações de Esqui, incluindo Serra Nevada, na Espanha. Estações de Esqui, incluindo Davos, na Suíça. Luna Park Sydney e Zoológico de Taronga, na Austrália. |
| Sexta-Feira, 14 de dezembro de 2012    | Maior parte de Gibraltar. Algumas ruas no centro da cidade de Chernivtsi, na Ucrânia. |
| Quinta-Feira, 17 de janeiro de 2013    | Rishon LeZion, Petah Tikva, Asdode, Bersebá, Holon, Netanya, Bene Beraq, Ramat Gan, Bat Yam, Rehovot, Ascalão, Herzliya, Kfar Saba, Hadera, Nazaré, Lida, Ra'anana, Ramla, Givatayim, Rahat, Nahariya, Qiryat Atta, Eilat, Qiryat Gat, Hod HaSharon, Acre, Carmiel, Tiberíades, Ramat HaSharon, Afula e mais, em Israel. |
| Quarta-Feira, 30 de janeiro de 2013    | Vilnius, Kaunas, Klaipėda, Šiauliai, Panevėžys, Alytus, Marijampolė, Mažeikiai, Jonava, Utena, Kėdainiai, Telšiai, Visaginas, Tauragė, Ukmergė, Plungė, Šilutė, Kretinga, Radviliškis, Druskininkai e outras localidades, na Lituânia. Atualização com imagens de alta resolução em várias localidades dos Estados Unidos, incluindo imagens dentro do Grand Canyon e da Cratera de Barringer, nos Estados Unidos. |
| Sexta-Feira, 15 de fevereiro de 2013   | Lucas Oil Stadium, nos Estados Unidos. |
| Quarta-Feira, 20 de fevereiro de 2013  | Nagano, Ueda, Maebashi, Fukui e mais, incluindo atualizações com imagens de alta resolução em várias localidades, do Japão. |
| Sexta-Feira, 15 de fevereiro de 2013   | Sofia, Plovdiv, Varna, Burgas, Ruse, Stara Zagora, Pleven, Asenovgrad, Blagoevgrad, Dobrich, Gabrovo, Haskovo, Pazardzhik, Pernik, Sliven, Shumen, Veliko Tarnovo, Vratsa, Yambol, Aytos, Botevgrad, Dimitrovgrad, Dupnitsa, Gorna Oryahovitsa, Karlovo, Kardzhali, Kazanlak, Kyustendil, Lom, Lovech, Montana, Nova Zagora, Petrich, Razgrad, Samokov, Sandanski, Sevlievo, Silistra, Smolyan, Svishtov, Targovishte, Troyan, Velingrad, Vidin e mais localidades, da Bulgária Região Metropolitana de Moscou, Tver, Vladimir, Rzhev, Kaluga, Tula, Ryazan, Novomoskovsk, Rybinsk, Yaroslavl, Kostroma, Ivanovo, Kineshma, Kovrov, Murom, Pskov, Smolensk, Bryansk, Oryol, Kursk, Yelets, Lipetsk, Tambov, Stary Oskol, Belgorod, Nizhny Novgorod, Arzamas, Saransk, Penza, Saratov, Kamyshin, Volgograd, Novoshakhtinsk, Shakhty, Volgodonsk, Rostov-on-Don, Novocherkassk, Bataysk, Azov, Taganrog, Yeysk, Elista, Astrakhan, Tikhoretsk, Kropotkin, Armavir, Stavropol, Pyatigorsk, Yessentuki, Kislovodsk, Slavyansk-na-Kubani, Krasnodar, Maykop, Anapa, Novorossiysk, Gelendzhik, Tuapse, Sochi, Adler, Murmansk, Severodvinsk, Arkhangelsk, Vyborg, Petrozavodsk, Veliky Novgorod, Cherepovets, Vologda, Syktyvkar, Kirov, Glazov, Yoshkar-Ola, Cheboksary, Novocheboksarsk, Zelenodolsk, Kazan, Ulyanovsk, Dimitrovgrad, Tolyatti, Samara, Novokuybyshevsk, Syzran, Engels, Perm, Izhevsk, Nizhnekamsk, Naberezhnye Chelny, Bugulma, Votkinsk, Sterlitamak, Salavat, Orenburg, Orsk, Magnitogorsk, Nizhny Tagil, Ecaterimburgo, Kamensk, Kamensk-Uralsky, Zlatoust, Miass, Chelyabinsk, Kurgan, Tyumen, Omsk, Nefteyugansk, Surgut, Nizhnevartovsk, Novosibirsk, Tomsk, Yurga, Kemerovo, Prokopyevsk, Novokuznetsk, Barnaul, Biysk, Rubtsovsk, Krasnoyarsk e mais localidades, na Rússia. Funchal, Coimbra, Aveiro, Guimarães, Viseu, Leiria, Évora, Ponta Delgada, Portimão, Póvoa de Varzim, Viana do Castelo, Figueira da Foz, Covilhã, Castro Daire, Bragança e mais localidades, em Portugal. Mais localidades, nos Estados Unidos e atualização com imagens de alta resolução em Califórnia, Idaho, Indiana e Utah. Algumas atualizações, no Reino Unido. |
| Segunda-Feira, 18 de março de 2013     | Os picos mais altos do mundo no Street View Special collection incluindo: Uhuru Peak, Lava Tower, Moir Hut, Arrow Glacier Camp, Lemosho Glades, Shira Camp no Monte Kilimanjaro, na Tanzânia. Monte Elbrus, na Rússia. Aconcágua, na Argentina Campo Base no Monte Everest, Monastério Tengboche, Kala Patthar, Ponte Mudslide entre Lukla e Namche Bazaar e a Estupa em Namche Bazaar, no Nepal. Monte Fuji, no Japão. |
| Quarta-Feira, 27 de março de 2013      | Namie, Fukushima, no Japão. |
| Sexta-Feira, 5 de abril de 2013        | Alguns lugares perto de Bangalore, na Índia, incluindo Nrityagram Dance Village, Wonderla, Janapada Loka, Prakruthi Club & Resort, Olde Bangalore Resort, Clarks Exotica, Soukya International Holistic Health Centre e o Instituto indiano de estatísticas, em Calcutá. |
| Terça-Feira, 23 de abril de 2013       | Maseru e mais localidades, no Lesoto. Budapeste, Debrecen, Szeged, Miskolc, Pécs, Győr, Nyíregyháza, Kecskemét, Székesfehérvár, Szombathely, Szolnok, Tatabánya, Kaposvár, Érd, Veszprém, Békéscsaba, Zalaegerszeg, Sopron, Eger, Nagykanizsa e mais localidades, na Hungria. Częstochowa, Radom, Sosnowiec, Toruń, Kielce, Gliwice, Zabrze, Sieradz, Bytom, Olsztyn, Bielsko-Biała, Rzeszów, Ruda Śląska, Rybnik, Tychy, Dąbrowa Górnicza, Płock, Opole, Elbląg, Gorzów Wielkopolski, Wałbrzych, Włocławek, Zielona Góra, Żary, Żagań, Lubsko, Nowogród Bobrzański, Nowa Sól, Świebodzin, Sulechów, Tarnów, Chorzów, Kalisz, Koszalin, Legnica, Grudziądz, Katowice, Słupsk e mais localidades, na Polônia. Timișoara, Iaşi, Cluj-Napoca, Constança, Craiova, Galaţi, Ploieşti, Brăila, Piteşti, Sibiu, Bacău, Târgu Mureș, Baia Mare, Buzău, Botoşani, Satu Mare, Râmnicu Vâlcea, Drobeta-Turnu Severin, Suceava, Târgu Jiu, Piatra Neamţ, Târgovişte, Focşani, Bistriţa, Tulcea, Reşiţa, Slatina, Alba Iulia, Călărași, Deva, Hunedoara, Giurgiu, Sfântu Gheorghe, Zalău, Vaslui, Bârlad, Roman, Mediaş, Turda, Slobozia, Alexandria, Lugoj, Medgidia, Oneşti, Sighetu Marmației, Petroșani, Mangalia, Câmpina, Dej, Reghin, Paşcani, Năvodari, Râmnicu Sărat, Tecuci, Mioveni, Câmpulung, Caracal, Sighişoara e mais localidades, na Romênia. Localidades, na Ucrânia, incluindo Castelo Palanok, Universidade Chernivtsi, Fortaleza de Khotyn e Reserva Cultural de Kachanivka. Pantelária, parte de Lampedusa e mais localidades, na Itália. Caliningrado e mais localidades, na Rússia. Mais localidades, na França. Mais localidades, em Singapura. Pattaya, Chon Buri, Bang Lamung, Sattahip, Bo Thong e mais localidades, na Tailândia. Palácio Nacional da Pena, em Portugal. Templo Sha Tin Che Kung, em Honguecongue. Castelo de Kilkenny, na Irlanda. |
| Segunda-Feira, 20 de maio de 2013      | Museus no mundo através do Google Art Project, incluindo: Kaiserliche Wagenburg Wien, no Kunsthistorisches Museum - Neue Burg, na Áustria. Coleção Hirschsprung, Gliptoteca Ny Carlsberg, Museu Nacional de Arte da Dinamarca, Museu Skagens, Museu Thorvaldsen, Museu Nacional da Dinamarca, na Dinamarca. Ateneum, na Finlândia. Museu de Arte Moderna André Malraux, na França. Museu Palácio de Arte de Düsseldorf, Städel, na Alemanha. Mosteiro de São João o Teólogo, na Grécia. Museu Nacional de Arte, Arquitetura e Desenho, na Noruega. Museu Nacional de Belas-Artes da Suécia, na Suécia. Fundação Beyeler, Musée d'ethnographie de Neuchâtel, na Suíça. Serpentine Gallery, no Reino Unido. Biblioteca e Museu Morgan, nos Estados Unidos. Shiokaze Park, Verny Park, Hipódromo de Tóquio, Jardim Manabe e muitas outras localidades, no Japão. |
| Quarta-Feira, 29 de maio de 2013       | Memorial & Museu Nacional do 11 de Setembro, Central Park, em Nova York; Atualização de partes de Nova York, atingida pelo Furacão Sandy; Atualização com imagens de alta resolução de localidades no estado de Nova York, nos Estados Unidos. |
| Quinta-Feira, 13 de junho de 2013      | Mais de 1 000 pontos turísticos, incluindo destinações em: Brasil Canadá Chile Dinamarca México Singapura Espanha Estados Unidos |
| Segunda-Feira, 24 de junho de 2013     | Burj Khalifa, nos Emirados Árabes Unidos. |
| Sexta-Feira, 28 de junho de 2013       | Ilha Hashima, no Japão. |
| Segunda-Feira, 1 de julho de 2013      | Parlamento do Canadá, no Canadá. |
| Terça-Feira, 2 de julho de 2013        | Atualização com imagens de alta resolução de localidades em quase todos os estados, nos Estados Unidos. |
| Quinta-Feira, 4 de julho de 2013       | Beco Diagonal, no set do filme Harry Potter, e Warner Bros. Studio Tour, nos Estados Unidos. |
| Terça-Feira, 9 de julho de 2013        | Iqaluit, no Canadá. |
| Segunda-Feira, 15 de julho de 2013     | 16, Rue de la Loi (Escritório do Primeiro Ministro) e Lambermont (Residência do Primeiro Ministro), na Bélgica. |
| Terça-Feira, 16 de julho de 2013       | Torre Eiffel, na França. |
| Terça-Feira, 23 de julho de 2013       | Trilhas no Monte Fuji, no Japão. |
| Quinta-Feira, 1 de agosto de 2013      | Interior de um avião Airbus A380, da empresa aérea Emirates, no Aeroporto Internacional de Dubai, nos Emirados Árabes Unidos. |
| Quarta-Feira, 14 de agosto de 2013     | Lima, Cusco, Arequipa, Trujillo, Chiclayo, Piura, Huacho, Paita, Sullana, Pacasmayo, Jaén, e outras localidades, no Peru. Antofagasta, Arica, Coquimbo, Calama, Iquique, San Pedro de Atacama, Taltal, Chañaral, Caldera, Copiapó, Vallenar, La Serena, Ovalle, Andacollo, Combarbalá, Illapel, Salamanca, San Felipe, Los Andes, Quintero, Quillota, Concón, Casablanca, San Antonio, Rancagua, Curicó, Talca, Linares, Los Ángeles, Nacimiento, Osorno, Puerto Varas, Puerto Montt, Calbuco, Ancud, Coihaique, Aisén, Cochrane, e outras localidades, no Chile. Sula Vineyards, na Índia TARDIS, do programa de televisão Doctor Who, no Reino Unido. Algumas atualizações, na Finlândia. |
| Quarta-Feira, 21 de agosto de 2013     | Adicionados alguns parques e zoológicos pelo mundo, entre eles: Zoológico de Bauru, em Bauru, e Zoológico de Americana, em Americana, no Brasil. Base de Pesquisa de Reprodução do Panda Gigante de Chengdu, na China. Zoológico Asahyama, no Japão. Zoológico de Singapura, em Singapura Zoológico Buin, no Chile. Zoológicos de Houston, San Diego, Chicago e Atlanta , nos Estados Unidos. Zoológico de Chapultepec, no México. Zoológico de Toronto e Jungle Cat World Wildlife Park, em Ontário, no Canadá. Zoológico Shou Shan, em Taiwan. Parc Zoologic de Barcelona e Zoo Aquarium de Madrid. La Ferme aux Crocodiles, na França. Olmense Zoo, na Bélgica. Taronga Zoo, na Austrália. Zoo Safari Park Stukenbrock e Tierpark Hagenbeck, na Alemanha. Whipsnade Zoo, no Reino Unido. |
| Terça-Feira, 27 de agosto de 2013      | Covas de Batu, Templo Birmanês Dhammikarama, Forte Cornwallis, Mesquita Kapitan Keling, Praça Putra, Mesquita Sultan Salahuddin Abdul Aziz, Sunway Lagoon, Lake Gardens, e outros parques e pontos turísticos na região metropolitana de Kuala Lumpur, na Malásia. Cyber Pearl, The Ascendas IT Park e ISB, em Hiderabade, na Índia. |
| Terça-Feira, 3 de setembro de 2013     | Bogotá, Barranquilla, Cartagena, Cúcuta, Bucaramanga, Ibagué, Pereira, Santa Marta, Montería, Villavicêncio, Manizales, Valledupar, Neiva, Armênia, Sincelejo, Riohacha, Tunja, alguns pontos especiais de Medellín e outras localidades, na Colômbia. Abaetetuba, Acaraú, Adamantina, Agrestina, Águas de Chapecó, Anastácio, Ananindeua, Anápolis, Aracati, Araripina, Arcoverde, Ariquemes, Barra do Garças, Bela Vista, Belém, Boa Vista, Bonito, Bragança, Caarapó, Cáceres, Cacoal, Caicó, Cajazeiras, Camapuã, Campo Maior, Canindé, Cansanção, Carneirinho, Castanhal, Cipó, Conceição do Araguaia, Coxim, Crateús, Cristalina, Cunha Porã, Descanso, Eldorado dos Carajás, Frederico Westphalen, Guaraí, Gurupi, Icó, Iguatu, Inhumas, Ipameri, Iporã do Oeste, Iraceminha, Itapiranga, Jaraguá, Jaru, Ji-Paraná, João Monlevade, Júlio de Castilhos, Jussara, Lago da Pedra, Lago do Junco, Lago dos Rodrigues, Luís Correia, Macapá, Manaus, Massapê, Marabá, Miguel Alves, Miranda, Miranorte, Modelo, Monteiro, Nerópolis, Niquelândia, Nova Erechim, Nova Russas, Nova Veneza, Orós, Ouro Verde de Goiás, Palmares, Palmitos, Paraguaçu Paulista, Paraíso do Tocantins, Parnaíba, Parnamirim, Pesqueira, Petrolina de Goiás, Pimenta Bueno, Pinhalzinho, Porangatu, Porto Nacional, Porto Velho, Queimadas, Rancharia, Redenção, Reriutaba, Ribas do Rio Pardo, Rio Branco, Rio Brilhante, Rolim de Moura, Rondonópolis, Santa Helena, Santa Inês, Santa Quitéria, Santa Rosa de Goiás, Santana do Acaraú, São Benedito, São Caetano, São João do Oeste, São João do Rio do Peixe, São Miguel do Oeste, São Raimundo Nonato, Santarém, Sarandi, Saudades, Serra Alta, Serra Talhada, Sertânia,Sorriso, Sousa, Sul Brasil, Tabuleiro do Norte, Tianguá, Tucuruí, Tunápolis, Tutoia, União, Uruaçu, Verdejante, Vila Nova dos Martírios, Vilhena, Vitória de Santo Antão, Vitória do Mearim e mais localidades, no Brasil. Atualizações em diversas áreas, incluindo Christchurch e Auckland, na Nova Zelândia. Atualizações em 17 cidades das províncias de Iwate e Miyagi, bem como novas adições de áreas na Zona de Exclusão de Fukushima, incluindo as cidades abandonadas de Ōkuma e Futaba, no Japão. Novas localidades, na Tailândia. Atualizações de localidades, bem como adição de novas áreas, na Espanha. Schmidt Ocean Falkor Ship, em São Francisco, nos Estados Unidos. Minas de sal de Wieliczka, na Polônia. |
| Quarta-Feira, 11 de setembro de 2013   | Manufacture Moto X no Texas, nos Estados Unidos. |
| Quinta-Feira, 12 de setembro de 2013   | Galápagos, no Equador. |
| Quarta-Feira, 25 de setembro de 2013   | Mbabane, Manzini, Nhlangano, Siteki, Big Bend e mais localidades, na Essuatíni. Mais localidades, no Japão. Kinmen, em Taiwan. Adicionadas novas localidades, além de atualização com novas imagens de várias áreas já existentes, nos Estados Unidos. Alguns sítios da Organização Europeia para a Pesquisa Nuclear, como Grande Colisor de Hádrons, ALICE e ATLAS, e outros. |
| Segunda-Feira, 7 de outubro de 2013    | Adicionados alguns museus, através do Google Art Project: Ullens Center for Contemporary Art, Museu do Sítio Arqueológico de Jinsha, na China. Museu Nacional da Coreia, em Seul, na Coreia do Sul. La Venaria Reale, na Itália. Mudam, em Luxemburgo. Museum of Applied Arts, em Budapeste, na Hungria. Palácio de Versalhes, na França. The International Museum of Children's Art, na Noruega. |
| Quinta-Feira, 10 de outubro de 2013    | Reykjavík, Kópavogur, Hafnarfjörður, Akureyri, Keflavík, Mosfellsbær, Akranes, Selfoss e mais localidades, na Islândia. Adicionadas novas localidades, no México. Museu da Lamborghini, Bolonha, na Itália. |
| Segunda-Feira, 28 de outubro de 2013   | Rio Tâmisa, interior do HMS Ocelot, e interior do Aeroporto de Londres Gatwick, no Reino Unido. |
| Quinta-Feira, 14 de novembro de 2013   | Canais de Veneza. Mais localidades, na França. Mais localidades, na Islândia. Circuito das Américas e outras atualizações, nos Estados Unidos. |
| Terça-Feira, 19 de novembro de 2013    | Túmulo de Humayun, na Índia. Catacumba de Priscila, na Itália. National Mall, Marine Corps War Memorial, trilhas no Parque Nacional de Yellowstone, Parque Nacional da Sequoia, Parque Nacional de Grand Teton, Parque Nacional dos Arcos, Monte Rushmore, Torre do Diabo, Parque Nacional das Badlands, Parque Nacional de Joshua Tree, Signal Mountain e mais localidades, nos Estados Unidos. Lago Moraine, Forte Louisbourg, Lago Louise e mais localidades, no Canadá. |
| Quarta-Feira, 4 de dezembro de 2013    | Adicionadas mais localidades e atualizações de imagens, no Japão. Nan e outras localidades, na Tailândia. Gabinete do Primeiro Ministro, no Canadá. Mesquita Sheikh Zayed, nos Emirados Árabes Unidos. Dargah Sharif em Ajmer, na Índia. |
| Sexta-Feira, 6 de dezembro de 2013     | Museus no mundo através do Google Art Project, incluindo: Centro de Arte Contemporânea Inhotim, Fundação Iberê Camargo, Instituto Moreira Salles, Museu da Imagem e do Som de São Paulo, no Brasil. Villa Ephrussi de Rothschild e Museu de Artes e Ofícios, na França. |
| Quarta-Feira, 11 de dezembro de 2013   | Sea Cow Island, no Território Britânico do Oceano Índico. Adamstown e Ilha Henderson, nas Ilhas Pitcairn. La Boucle d'Absalon, Habitacion Clement e mais localidades, na Martinica. Cape Royds, Castle Rock Loop Trail, WISSARD Test Site, Arena Valley, Lago Bonney, Taylor Valley, Bull Pass, Wright Valley, na Antártica. Atol Pearl e Hermes, Lisianski, Laysan, Ilha Tern, Ilha East, nos Estados Unidos. |
| Quarta-Feira, 18 de dezembro de 2013   | Aeroporto de Aalborg, na Dinamarca. Estações Centrais de Trem: Palermo, Nápoles, Milão, Turim (Porta Nuova), Gênova (Brignole), Bolonha, Florença (Santa Maria Novella), Bari, Veneza (Santa Lucia) e Verona (Porta Nuova), na Itália. |
| Quinta-Feira, 19 de dezembro de 2013   | Tung Chung, Ngong Ping 360 e Peak Tram, em Honguecongue. Estação Central de Trem de Taipé, em Taiwan. Aeroporto Internacional de Chubu e Aeroporto Internacional de Osaka, no Japão. |
| Quinta-Feira, 9 de janeiro de 2014     | Qutab Minar, Mausóleo de Itimad-Ud-Daulah, Raigad Fort, Shawinar Wada, Ragjairi Fort, Kanheri Caves, Thirumayam Fort, Palácio de Aga Khan e Fort St. George, Karla Caves, Lenyadri Caves, Movar Koil e Alvar Koil, Sithanavasal Caves, na Índia. |
| Quarta-Feira, 15 de janeiro de 2014    | Forte Santiago e Baluarte de San Diego, nas Filipinas Fatehpur Sikri, Chandragiri Fort, Palli Kondaperumal e Malayadipatti e Shiva Temple, Amaravati Buddhist Stupas & Remains, Guntupalli Caves e Hirakota Fort, na Índia. Museu do Genocídio Tuol Sleng, no Camboja. |
| Terça-Feira, 28 de janeiro de 2014     | Igreja de San Agustín de Manila e Praça San Luis, nas Filipinas. |
| Quarta-Feira, 29 de janeiro de 2014    | Liubliana, Maribor, Celje, Kranj, Novo Mesto, Nova Gorica, Koper, Velenje, Domžale, Ptuj, Murska Sobota, Jesenice, Trbovlje, Kamnik, Škofja Loka, Izola e outras localidades, na Eslovênia. Yakutsk, Irkutsk, Khabarovsk, Blagoveshchensk, Komsomolsk-na-Amure, Krasnaia Poliana, Ishim, Vladivostok, Yuzhno-Sakhalinsk, Alexeyevka, Anzhero-Sudzhensk, Apatity, Arsk, Artyom, Belebey, Belorechensk, Birobidzhan, Borisoglebsk, Borisovka, Borovichi, Buzuluk, Chapayevsk, Cherkessk, Gorno-Altaysk, Goryachy Klyuch, Gubkin, Kandalaksha, Kingisepp, Korocha, Korsakov, Kyshtym, Kyzyl, Labinsk, Langepas, Lyudinovo, Magadan, Nakhodka, Nazarovo, Partizansk, Pochep, Revda, Rostov, Satka, Severouralsk, Shlisselburg, Suzdal, Tobolsk, Tsivilsk, Ukhta, Ust-Labinsk, Ussuriysk, Vyazma, Zarinsk e outras localidades, na Rússia. |
| Quarta-Feira, 19 de fevereiro de 2014  | Knesset, em Israel. |
| Quinta-Feira, 20 de fevereiro de 2014  | Museu Ducati, na Itália. |
| Sexta-Feira, 21 de fevereiro de 2014   | Taj Mahal, na Índia. |
| Quinta-Feira, 27 de fevereiro de 2014  | Churchill, no Canadá. |
| Quarta-Feira, 12 de março de 2014      | Rio Colorado, nos Estados Unidos. |
| Terça-Feira, 25 de março de 2014       | Grutas de Ajanta, Grutas de Aurangabad, Grutas de Elephanta, Jetavana, The Residency Lucknow e Tumba de Lord Cornwallis, na Índia. |
| Quinta-Feira, 27 de março de 2014      | Ópera Garnier, na França. |
| Segunda-Feira, 31 de março de 2014     | Angkor Wat, Angkor Thom, Ta Prohm, Banteay Srei e mais pontos turísticos, no Camboja. |
| Terça-Feira, 15 de abril de 2014       | Aqueduto de Pontcysyllte, Bingley Five-Rise Locks e Maida Vale, no Reino Unido. |
| Sexta-Feira, 18 de abril de 2014       | Diversas vinícolas incluindo: Château Lafon-Rochet, Château La Conseillante, Château Coutet, Château Corbin Michotte, Château La Brède, Château Malle, Pressac, Château d'Agassac, Saint-Emilion e Museu da Aquitânia, na França. |
| Segunda-Feira, 21 de abril de 2014     | Afogados da Ingazeira, Altos, Amarante, Araioses, Boa Viagem, Bom Jesus, Brasileia, Canindé de São Francisco, Capim Grosso, Cruzeiro do Sul, Currais Novos, Cícero Dantas, Coelho Neto, Coroatá, Corrente, Elesbão Veloso, Epitaciolândia, Euclides da Cunha, Irecê, Jacobina, José de Freitas, Limoeiro, Limoeiro do Norte, Livramento de Nossa Senhora, Macaúbas, Mâncio Lima, Ouricuri, Olho d'Água das Flores, Pedra Branca do Amapari, Penedo, Porto da Folha, Presidente Dutra, Propriá, Regeneração, Ribeira do Pombal, Salgueiro, Santa Cruz do Capibaribe, Santana do Ipanema, São João do Piauí, Sena Madureira, Serrinha, Surubim, Tarauacá, Tauá, Tucano, Uruçuí, Valença do Piauí, Xapuri e mais localidades, no Brasil · Angol, Castro, Chanco, Contulmo, Collipulli, Cobquecura, Constitución, Curarrehue, Fresia, Galvarino, Lanco, Los Sauces, Mariquina, Melipilla, Paillaco, Panguipulli, Pucón, Purén, Quellón, Santa Cruz, Temuco, Traiguén, Valdivia, Victoria, Villarrica e mais localidades, no Chile. · Medellín, Cali, Guadalajara de Buga, Tuluá, Quibdó, Popayán, Jamundí, Buenaventura, Pitalito, Turbo, Yopal e mais localidades, na Colômbia. · Cusco, Pucallpa, Iquitos, Juliaca, Ica, Cajamarca, Tumbes, Moyobamba, Huánuco, Tingo María, Juanjuí, Tarapoto, Huancavelica, Ayacucho, Abancay, Puerto Maldonado, Puno, Pisco, Mollendo, Moquegua, Ilo, Tacna, Nazca e mais localidades, no Peru. · Chernobil, na Ucrânia. · Ilha Lamma, Cheung Chau, Peng Chau e outras localidades, em Honguecongue. · Butha-Buthe, Teyateyaneng, Hlotse, Mokhotlong, Qacha's Nek e mais localidades, no Lesoto. · Mais localidades em: · Austrália · Tailândia · Botswana · Polónia · Hungria · Reino Unido · Canadá · Rússia · Estados Unidos |
| Domingo, 18 de maio de 2014            | Anıtkabir, ma Turquia. |
| Quarta-Feira, 4 de junho de 2014       | Atenas, Delfos, Salonica, Esparta, Arcádia, Patras, Heraclião, Lárissa, Vólos, Rodes, Janina, Chania, Cálcis, Serres, Lâmia, Kozani, Cavala, Calamata, Véria, Komotini, Corfu, Mitilene, Trípoli, Míconos, Naxos, Paros, Santorini e mais localidades, na Grécia. · Tumaco, Pasto, Ipiales, Buriticá 200, Ilha de San Andrés e mais localidades, na Colômbia. · Todos os 12 estádios-sede da Copa do Mundo FIFA de 2014, no Brasil. · Mais localidades em: · Austrália · Tailândia · México · Japão · Hungria · Chile. |
| Quarta-Feira, 2 de julho de 2014       | Castelo de Alnwick e Castelo de Edimburgo, no Reino Unido. Österreichring e as localidades próximas de Enduro, Gokart e 4-Wheel test tracks, na Áustria. |
| Quarta-Feira, 23 de julho de 2014      | Belgrado, Novi Sad, Niš e mais localidades, na Sérvia. Forte Ranthambore, na Índia. |
| Quarta-Feira, 30 de julho de 2014      | Forte Jaisalmer, Conjunto de Templos de Khajuraho, Lila Gumbaj Ki Masjid, Champaner, Forte Gwalior e outros patrimônios históricos, na Índia. |
| Sexta-Feira, 8 de agosto de 2014       | Universidade Estadual de Boise, Universidade de Boston, Universidade Brown, Universidade Cornell, Faculdade de Dartmouth, Universidade Duke, Universidade de Georgetown, Universidade Johns Hopkins, Universidade de Kent, Universidade Estadual da Carolina do Norte, Universidade Northwestern, Universidade Rice, Universidade Stanford, Universidade do Colorado, Universidade de Miami, Universidade de Michigan, Universidade do Mississippi, Universidade de Nebraska-Lincoln, Universidade de Oklahoma, Universidade de San Diego, Universidade Vanderbilt, Universidade de Washington e Universidade do Wisconsin-Madison, nos Estados Unidos. Universidade de Calgary, Universidade de Regina e Universidade de Manitoba, no Canadá. Universidade Keio e Universidade de Waseda, no Japão. Trinity College, na Irlanda. Universidade de Glasgow, no Reino Unido. |
| Quarta-Feira, 20 de agosto de 2014     | Jacarta, Tangerang, Depok, Bogor, Surabaia, Dempassar e mais localidades, na Indonésia. · Phnom Penh, Siem Reap, Ta Khmau, Kampong Cham, Sisophon, Kampong Thom, Kampot, Pursat, Banlung, Stung Treng e mais localidades, no Camboja. · Khon Kaen, Nong Khai e mais localidades, na Tailândia. · Mais localidades e atualizações em: · Bélgica · Dinamarca · Hungria · Colômbia · Islândia |
| Terça-Feira, 9 de setembro de 2014     | Necrópole de Gizé, Cidadela do Cairo, Sacará, Monastério de São Menas, Cidadela de Qaitbay e mais pontos turísticos, do Egito'. |
| Sexta-Feira, 12 de setembro de 2014    | Auditório Finlândia, Kulttuuritalo, Prefeitura de Säynätsalo e outros trabalhos de Alvar Aalto, na Finlândia. |
| Segunda-Feira, 22 de setembro de 2014  | Hagåtña e mais localidades, em Guam. Localidades de Saipan, nas Ilhas Marianas do Norte. |
| Sexta-Feira, 26 de setembro de 2014    | Buenos Aires, Tres de Febrero, Almirante Brown, Alta Gracia, Avellaneda, Azul, Bahía Blanca, Bariloche, Berazategui, Berisso, Brandsen, Caleta Olivia, Campana, Cañada de Gómez, Cañuelas, Capilla del Señor, Carmen de Patagones, Casilda, Chimbas, Chivilcoy, Cipolletti, Clorinda, Comodoro Rivadavia, Concepción del Uruguay, Córdoba, Corrientes, Cruz Alta, El Calafate, Ensenada, Escobar, Esquel, Esteban Echeverría, Ezeiza, Federación, Florencio Varela, Formosa, General Güemes, General Pico, General Rodríguez, Godoy Cruz, Gualeguaychú, Guaraní, Hurlingham, Ituzaingó, José C. Paz, Junín, Junín de los Andes, La Matanza, La Plata, La Rioja, Lanús, Las Heras, Lomas de Zamora, Luján, Luján de Cuyo, Malvinas Argentinas, Mar del Plata, Marcos Juárez, Marcos Paz, Mendoza, Merlo, Moreno, Morón, Necochea, Neuquén, Oberá, Olavarría, Oliva, Oncativo, Orán, Palpalá, Paraná, Paso de los Libres, Pergamino, Pilar, Pocito, Posadas, Presidencia Roque Saenz Peña, Presidente Perón, Puerto Iguazú, Puerto Madryn, Quilmes, Rafaela, Rawson, Resistencia, Río Cuarto, Río Gallegos, Río Grande, Río Tercero, Rosario, Rosario de Lerma, Salta, San Antonio de Areco, San Fernando, San Fernando del Valle de Catamarca, San Francisco, San Isidro, San Juan, San Justo, San Luis, San Martín, San Martín de Los Andes, San Miguel, San Nicolás, San Pedro, San Pedro de Jujuy, San Rafael, San Salvador de Jujuy, Santa Fe, Santa Lucía, Santa Rosa, Santiago del Estero, Tafí Viejo, Tandil, Tigre, Trelew, Tucumán, Ushuaia, Venado Tuerto, Vicente López, Victoria, Viedma, Villa Ángela, Villa Carlos Paz, Villa Constitución, Villa Gobernador Gálvez, Villa María, Villa Mercedes, Villaguay, Zárate e mais localidades, na Argentina. · Kuala Lumpur, Putrajaya, Cyberjaya, Ipoh, Penang, Kedah, Perlis, Negeri Sembilan, Seremban, Johor, Johor Bahru, Malacca, Cidade de Malacca, Pahang, Kuantan, Terengganu, Kelantan e mais localidades, na Malásia. · Apatity, Bratsk, Kirovsk, Ulan Ude, Chita, Neryungri, Ilha Olkhon, Petropavlovsk-Kamchatsky, Vorkuta e mais localidades, na Rússia. · Loei e mais localidades, na Tailândia. · Mais localidades e atualizações em: · Japão · Dinamarca · Hungria · Países Baixos · México |
| Sexta-Feira, 3 de outubro de 2014      | Trilhas de camelo perto de Liwa Oasis, nos Emirados Árabes Unidos Trilhas de montanhas na Suíça Autódromo de Sochi, na Rússia |
| Terça-Feira, 21 de outubro de 2014     | Pontos turísticos na Mongólia incluindo Praça Sükhbaatar em Ulan Bator, Estátua Equestre Genghis Khan e o Complexo do Século XIII Parque Nacional de Gombe Stream, na Tanzânia |
| Quinta-Feira, 23 de outubro de 2014    | Thimphu, Paro, Phuntsholing, Gelephu Gewog, Samdrup Jongkhar, Chhukha, Punakha, Samtse, Trongsa, Mongar, Trashigang, Trashiyangtse, Wangdue Phodrang, Geylegphug, Daga, Jakar, Ura, Ha, Lhuntse, Pemagatsel, Zhemgang, Damphu e mais localidades, no Butão Cidade do Luxemburgo, Esch-sur-Alzette, Differdange, Dudelange, Ettelbruck, Diekirch, Wiltz, Echternach, Rumelange, Grevenmacher, Remich, Vianden e mais localidades, no Luxemburgo Ilha Carcass, Ilha West Point e Nova Ilha, nas Ilhas Malvinas Grytviken, Right Whale Bay, Ilha Prion, Hercules Bay nas Ilhas Geórgia do Sul e Sandwich do Sul Mais localidades na Tailândia |
| Quinta-Feira, 30 de outubro de 2014    | Geomunoreum, Floresta Bijarim e Seongsan Ilchulbong, na Coreia do Sul Castelo de Bran na Romênia O "Lago" debaixo da Ópera Garnier em Paris, França (cf. O Fantasma da Ópera) Museo della Stregoneria di Triora na Itália Castelo de Čachtice na Eslováquia |
| Segunda-Feira, 3 de dezembro de 2014   | Dubai, nos Emirados Árabes Unidos |
| Quarta-Feira, 21 de janeiro de 2015    | Daca, Savar e Chittagong no Bangladesh · Pontos turísticos na Bélgica incluindo Parlamento Walloon em Namur, Cidadela de Dinant e Memorial de Mardasson no Bastogne · Mais localidades em: · Japão · Rússia · Chile · Brasil · Peru · Roménia · Tailândia · México |
| Quarta-Feira, 18 de fevereiro de 2015  | Nuuk, Ilulissat, Qaqortoq, Tasiilaq, Paamiut, Narsaq, Uummannaq e mais localidades e vistas aquáticas, na Gronelândia · Khulna e mais localidades, no Bangladesh · Sremska Mitrovica, Ruma, Šabac, Loznica, Vršac, Kovin, Smederevo, Požarevac, Knjaževac, Prokuplje, Kuršumlija, Leskovac, Pirot, Surdulica e mais localidades, na Sérvia · Irbit, Tavda, Orlovsky, Kotelnikovo, Leninsk, Akhtubinsk, Uryupinsk, Alatyr, Krasnoslobodsk, Lebedyan e mais localidades, na Rússia · Museu Sakıp Sabancı e Museu da Inocência, na Turquia · Mais localidades e atualizações em: · Austrália · África do Sul |
| Segunda-Feira, 2 de março de 2015      | Vistas aquáticas de Bacia do rio Amazonas incluindo rios Aripuanã e Madeira, trilhas e pontos turísticos na Amazônia, no Brasil Museu de Queensland, Memorial de Guerra Australiano, Museu Nacional da Austrália, National Portrait Gallery, Museu Powerhouse, Centro Australiano para a Imagem em Movimento e Registro Público Victoria, na Austrália |
| Terça Feira, 27 de novembro de 2023    | Todos as cidades do estado de São Paulo possuem o sistema street view. |

### Futuro
| País ou território | Tipo                            |
| ------------------ | ------------------------------- |
| Costa Rica         | Não-oficial                     |
| Mali               | Não-oficial (pontos turísticos) |
| Marrocos           | Não-oficial                     |
| Vietname           | Não-oficial                     |

Nota: Áustria, Guernesei, Índia (Bangalore) e mais localidades na Alemanha foram filmadas mas neste momento as imagens não estão online devido as preocupações de privacidade.

## Controvérsias

### Brasil

#### Vazamento de imagens
No dia 25 de maio de 2010, as imagens do Google Street View Brasil vazaram, por um erro do Google. As imagens que não tinham sido lançadas anteriormente, puderam ser vistas via iPhone. No dia seguinte, a empresa corrigiu o erro.

#### Jurídico
No dia 6 de novembro de 2010 um morador de Belo Horizonte, capital de Minas Gerais, abriu processo na 35ª Vara Cível da Capital contra o Google. O motivo é a imagem publicada em que o mineiro aparece em uma posição desconfortável. “Ele foi alvo de chacotas, e-mails e de reprodução da foto na Internet. Os clientes dele pediram a retirada imediata da imagem no ar, e ele foi advertido verbalmente pela empresa. Meu cliente foi fotografado em situação constrangedora, e a imagem induz à ideia de que ele vomitava porque estava bêbado, mas ele não estava.”, afirmou a advogada deste em entrevista ao jornal Folha de S.Paulo. Em Minas Gerais, São Paulo e Rio de Janeiro foram-se fotografados cadáveres nas ruas por este sistema.

### No mundo

#### Privacidade
Os defensores da privacidade fizeram/levantaram objeções a esse recurso do Google Maps, indicando fotos que mostravam homens saindo de strip clubs, pessoas em roupas de banho, pais batendo em seus filhos, homens com prostitutas e outras atividades, bem como pessoas em situações visíveis de propriedades públicas nas quais elas não gostariam de ser vistas publicamente. O Google reafirma que as fotos foram tiradas em propriedades públicas. Antes de o serviço ser lançado, as fotos de violência doméstica foram retiradas. Desde então o Google permite que os usuários/utilizadores marquem as fotos como inapropriadas ou sensíveis para que seja feita uma revisão e possível eliminação.